# Geschichte des Zahnarztberufs

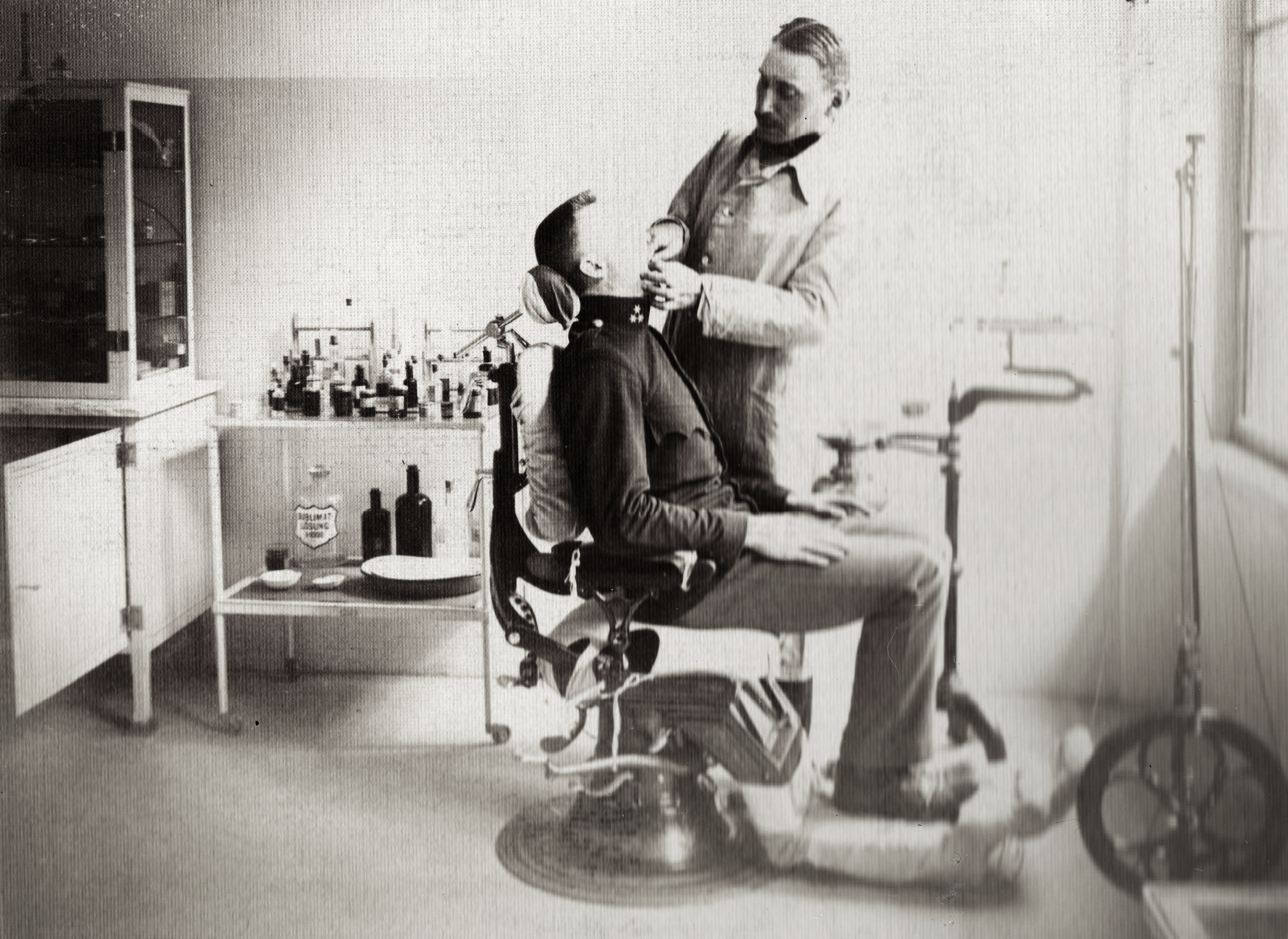
Zahnärztliche Behandlung an der k.u.k. Militär-Oberrealschule, (später Martinkaserne), Eisenstadt, 1912

Die moderne Geschichte des Zahnarztberufes begann in der Mitte des 19. Jahrhunderts mit einer nichtakademischen Ausbildung, der Konkurrenz durch Laienbehandler und zahnbehandelnde Ärzte, einem niedrigen Sozialen Status und einer begrenzten Nachfrage nach zahnmedizinischen Leistungen. Bis 1919 konnten sich die Zahnärzte gegen die bestehende Konkurrenz als Profession etablieren.

## Anfänge
In der Chirurgia Magna prägte Guy de Chauliac den Begriff dentiste, auf den in vielen Sprachen die Bezeichnung für den Zahnarzt zurückgeht, etwa die im Deutschen veraltete Berufsbezeichnung Dentist. Frankreich war der Vorreiter, als dort ab 1700 für oralchirurgische Eingriffe und die restaurative Zahnheilkunde eine Prüfung vorgeschrieben war. Ansonsten beschränkte sich die Ausbildung bis zum Anfang des 19. Jahrhunderts auf eine Lehre bei einem Bader, Barbier oder Chirurgen und konnte ohne den Nachweis einer schulischen Vorbildung absolviert werden. Mit der Neuordnung der preußischen Medizinalgesetzgebung wurde am 1. Dezember 1825 eine Prüfungsordnung für Zahnärzte verabschiedet und ihr Berufsstand in die Klasse der Heilberufe eingeordnet. Ab 1835 galt in Preußen eine zweijährige chirurgische Ausbildung (als Wundarzt 2. Klasse mit Tertiareife) vor Ausübung des Zahnarztberufes. 1848 wurden die medizinisch-chirurgischen Lehranstalten für Wundärzte 1. und 2. Klasse aufgehoben und ab 1869 wurde für den Bereich des Norddeutschen Bundes die Zahnärztliche Prüfungsordnung wirksam, ab 1871 auch in allen anderen Staaten des neu gegründeten Deutschen Reichs. Zwei Jahre später wurde die Immatrikulation und damit der Zugang zum Universitätsstudium verfügt.

## Studium

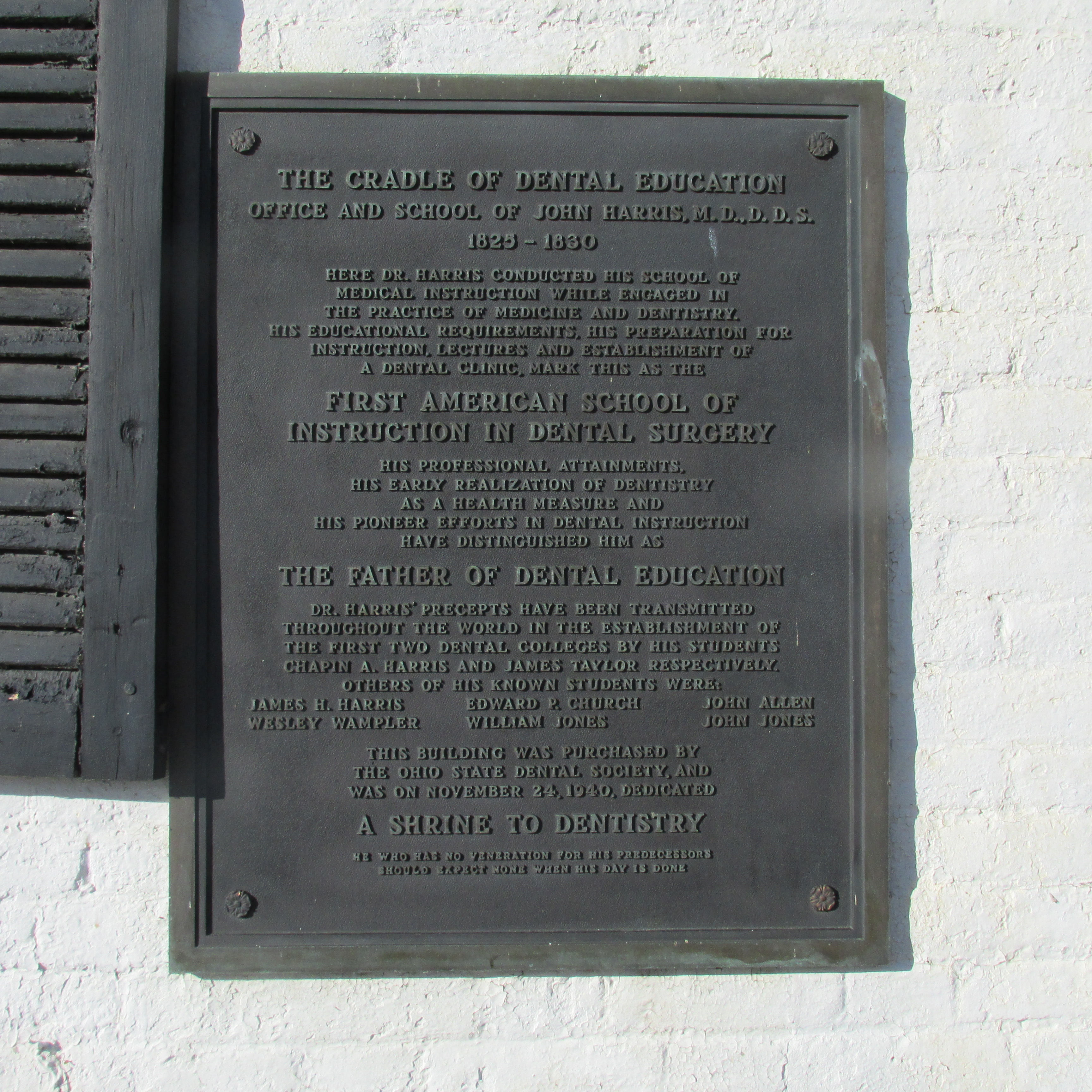
Gedenktafel für John Harris am Ohio Dental College, Harris Dental Museum

Die Medizinischen Fakultäten verwehrten Zahnärzten lange Zeit durch Einspruch die Aufnahme einer Tätigkeit. Erst im Jahre 1771 erteilte die medizinische Fakultät der Christian-Albrechts-Universität zu Kiel dem mecklenburgischen Zahnarzt Benjamin Fritsche die Erlaubnis, die „Zahnkunst“ auszuüben. 1865 schrieb sich dort Carl-Wilhelm Fricke als Student für das Fach Zahnheilkunde ein. Später gründete dieser das erste Zahnärztliche Institut in Kiel, dem er von 1871 bis 1901 als Direktor vorstand. In dieser Eigenschaft saß er auch der ersten zahnärztlichen Fachvereinigung vor, der Vorgängerin der Deutschen Gesellschaft für Zahn-, Mund- und Kieferheilkunde, dem Centralverein Deutscher Zahnärzte (CVdZ). 1874 wurde Fricke als Mitglied in die Fakultät aufgenommen, verbunden mit der Erlaubnis, als Lector honoris causa für Zahnheilkunde Vorlesungen in seinem Fach zu halten. Die ersten vier Studenten Frickes, die sich im Wintersemester 1874/75 eingeschrieben haben, waren Georg Bruhn aus Segeberg, Richard Fricke aus Itzehoe, H.-G. Hildebrandt aus Flensburg und Georg Kirchner aus Kiel.

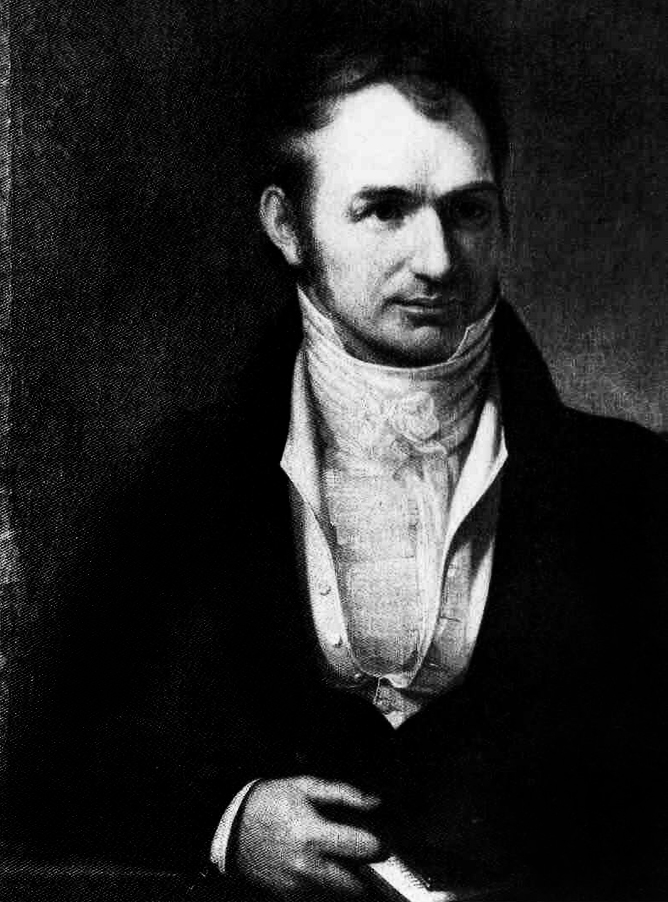
Horace Henry Hayden, der erste US-amerikanische Zahnarzt

1783 wurde in Würzburg dem Zahnarzt Philipp Frank aufgrund eines Zeugnisses des Professors der Chirurgie Carl Caspar Siebold die Tätigkeit als Zahnarzt offiziell genehmigt. Seit 1802 war der Chirurg Karl Joseph Ringelmann (1776–1854) als öffentlicher Lehrer der Zahnheilkunde an der Julius-Maximilians-Universität Würzburg angestellt. 1815 wurde Ringelmann zum Titular-Professor ernannt und erhielt 1825 sowohl den Titel eines königlichen Leibzahnarztes von Maximilian I. Joseph von Bayern als auch die Erlaubnis, als ordentlicher Professor Vorlesungen über Mund- und Zahnkrankheiten zu halten.
In Ungarn verlieh die medizinische Fakultät des Vorläufers der Budapester Semmelweis-Universität das Diplom eines „Magister artis dentariae“ zum ersten Mal im Schuljahr 1799/1800. Es dauerte jedoch noch weitere 80 Jahre, bis die erste zahnärztliche Budapester Schule durch József Iszlai und József Árkövy gegründet wurde.
In den USA erhielt Horace Henry Hayden (1769–1844) als Erster 1810 eine Lizenz zur Ausübung des zahnärztlichen Berufs durch die Medical and Chirurgical Faculty of Maryland. Eine universitäre Ausbildung wurde erst Mitte des 19. Jahrhunderts eingeführt. Die Erforschung der Ursache und Verbreitung der Fluorose (Schmelzflecken) einerseits und der Nachweis der kariesprotektiven Wirkung der Fluoride mit der resultierenden Trinkwasserfluoridierung andererseits spielten in den Vereinigten Staaten für die Entwicklung der Zahnmedizin zu einer wissenschaftlich orientierten Profession eine wichtige Rolle. Die vorherrschende Beanspruchung von Zuständigkeiten durch Allgemeinmediziner war bis in die 1930er Jahre ein Problem für die junge Disziplin. Hier half der Verweis auf diese Entdeckung der Zahnmedizin den Weg aus der Krise zu finden, die ihren Höhepunkt in einer Diskussion über die Notwendigkeit einer akademischen Ausbildung von Zahnärzten hatte, als sogar die Abschaffung der Zahnmedizin als eigenständige Profession im Raum stand.
1840 wurde die weltweit erste zahnärztliche Ausbildungsstätte in Baltimore als University of Maryland School of Dentistry gegründet, die Geburtsstätte des Doctor of Dental Surgery (D.D.S.). Es folgten Ausbildungsstätten 1859 in London (London School of Dental Surgery) und 1879 in Paris (École dentaire). 1884 entstand in Berlin die deutschlandweite Erstgründung eines universitätszugehörigen zahnärztlichen Instituts. Das Gesamtstudium dauerte nur zwei Jahre, die Aufnahme setzte die Primareife voraus, welche die Versetzung von der Obersekunda in die Unterprima bedeutete. 1879 wurde an der Justus-Liebig-Universität Gießen erstmals ein Student der Zahnheilkunde immatrikuliert.
Zu Beginn des 20. Jahrhunderts wurde in Deutschland das zahnärztliche Studium reformiert. Es wurde eine zahnärztliche Vorprüfung eingeführt und die Studiendauer von vier auf sieben Semester verlängert.

## Von der Zahnkünstlerin zur Zahnärztin

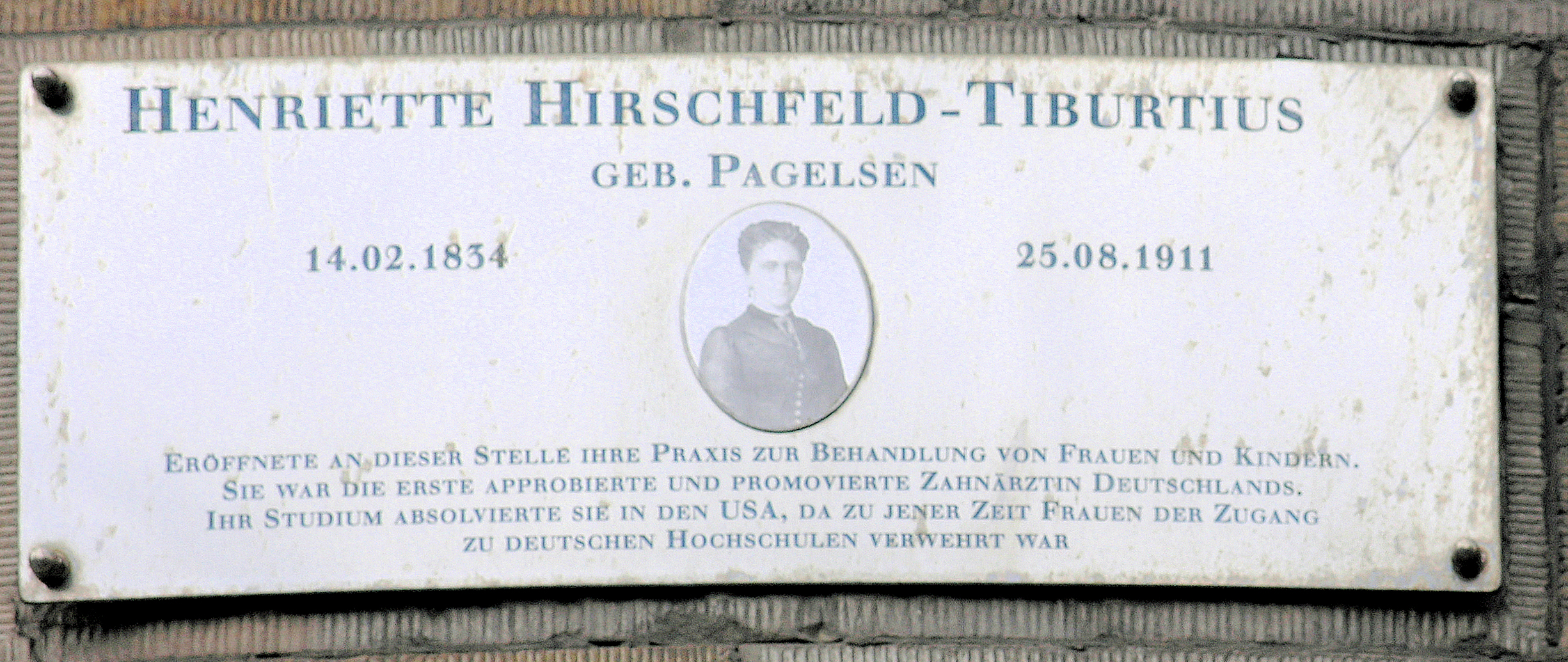
Gedenktafel für Henriette Hirschfeld-Tiburtius in der Behrenstraße 9 in Berlin-Mitte

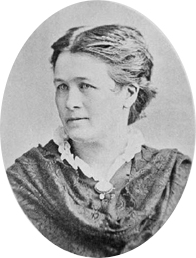
Lucy Hobbs Taylor

Obwohl die deutschen Universitäten im 19. Jahrhundert keine Frauen zum Studium zuließen, stand ihnen die Möglichkeit offen, als Zahnkünstlerinnen tätig zu werden. In der „Königlich privilegierten Berlinischen Zeitung von Staats- und gelehrten Sachen“ aus dem Jahre 1817 erschien ein Inserat einer Josephine Serre, die als „approbierte Zahnärztin von der Universität zu Krakau, mit dem Rechte der freien Praxis im ganzen russischen Reiche und vom Ober-Collegio Medici et sanitas zu Berlin“ warb.
Henriette Hirschfeld-Tiburtius gab sich damit nicht zufrieden und wollte bereits 1866 Zahnmedizin studieren. Sie reiste 1867 nach Philadelphia, USA, und wurde dort als zweite Frau zum Studium am Pennsylvania College of Dental Surgery zugelassen. Nach ihrem Abschluss kehrte sie nach Deutschland zurück und eröffnete in der Behrenstraße 9 in Berlin ihre Praxis. (In der Behrenstraße befindet sich seit 2009 der Sitz der Berliner Vertretung der Kassenzahnärztlichen Bundesvereinigung.) Ihr zu Ehren findet jährlich das Hirschfeld-Tiburtius-Symposium, ein Zahnärztinnenkongress in Berlin, statt. Sowohl Henriette Hirschfeld-Tiburtius als auch ihre Schwägerin, die Ärztin Franziska Tiburtius, waren Vorkämpferinnen für das Frauenstudium.
Henriette folgte Emilie Wiede-Foeking aus Preußen, die ihren Abschluss am Baltimore College of Dental Surgery 1873 erworben hatte, sowie Marie Grubert, Valeska Wilcke und Louise Jakoby. Bis 1909 erwarben etwa 45 Frauen den Titel des Doctor of dental surgery (D.D.S.). Auf Grund von zahlreichen erkauften D.D.S-Titeln wurde er jedoch nicht anerkannt.
Die universitäre Ausbildung zur Zahnärztin wurde erstmals im Jahre 1900 in Baden an den Universitäten Freiburg und Karlsruhe eingeführt. Im Laufe der darauffolgenden acht Jahre zogen die übrigen deutschen Hochschulen nach. Voraussetzung zum Studium war ein Reifezeugnis. Die erste Frau aus dem Großherzogtum Hessen, die sich an der Justus-Liebig-Universität Gießen einschrieb, war Greta Geil aus Worms: Sie immatrikulierte sich im Sommersemester 1909 für das Fach Zahnheilkunde. Bis in die 1920er Jahre stieg der Frauenanteil an Zahnmedizinstudentinnen auf etwa 10–20 Prozent, jedoch blieb der Anteil der berufsausübenden Frauen bei etwa 5 Prozent – die meisten von ihnen waren unverheiratet. Bis 1936 stieg die Anzahl der Zahnärztinnen auf 899.
In Schweden und in den USA war die Zahnheilkunde Anfang des 20. Jahrhunderts schon weiter. In Schweden erteilte König Karl XV. über die Kongl. Sundhetskollegiets zunächst Amalia Assur die Erlaubnis, Zahnheilkunde auszuüben. Nachdem 1861 Frauen erlaubt wurde, Zahnheilkunde zu studieren, war Rosalie Fougelberg die erste lizenzierte Zahnärztin Schwedens. Dies geschah, nachdem Karl XV. die Gleichberechtigung im Studium eingeführt hatte. Zur gleichen Zeit hatte sich in den USA Lucy Hobbs Taylor als erste Frau am Ohio Dental College für das Zahnmedizinstudium eingeschrieben. Diese erste US-amerikanische zahnärztliche Lehrstätte war durch John M. Harris gegründet worden.
Bis in die zweite Hälfte des 20. Jahrhunderts war die universitäre Zahnheilkunde männlich dominiert. Die erste 1931 habilitierte – gleichzeitig doppelapprobierte – Zahnärztin war Maria Schug-Kösters. Ein Jahr später folgte Elsbeth von Schnizer. Es folgten die Hochschullehrerinnen Herta Byloff-Clar, Dorothea Dausch-Neumann, Anna-Luise Gentz sowie Gisela Schützmannsky. Im Jahre 2013 wurde als erste Frau Bärbel Kahl-Nieke Vorsitzende der Deutschen Gesellschaft für Zahn-, Mund- und Kieferheilkunde (DGZMK).

## Approbation

### Gesetzliche Grundlagen und Entwicklung in Deutschland

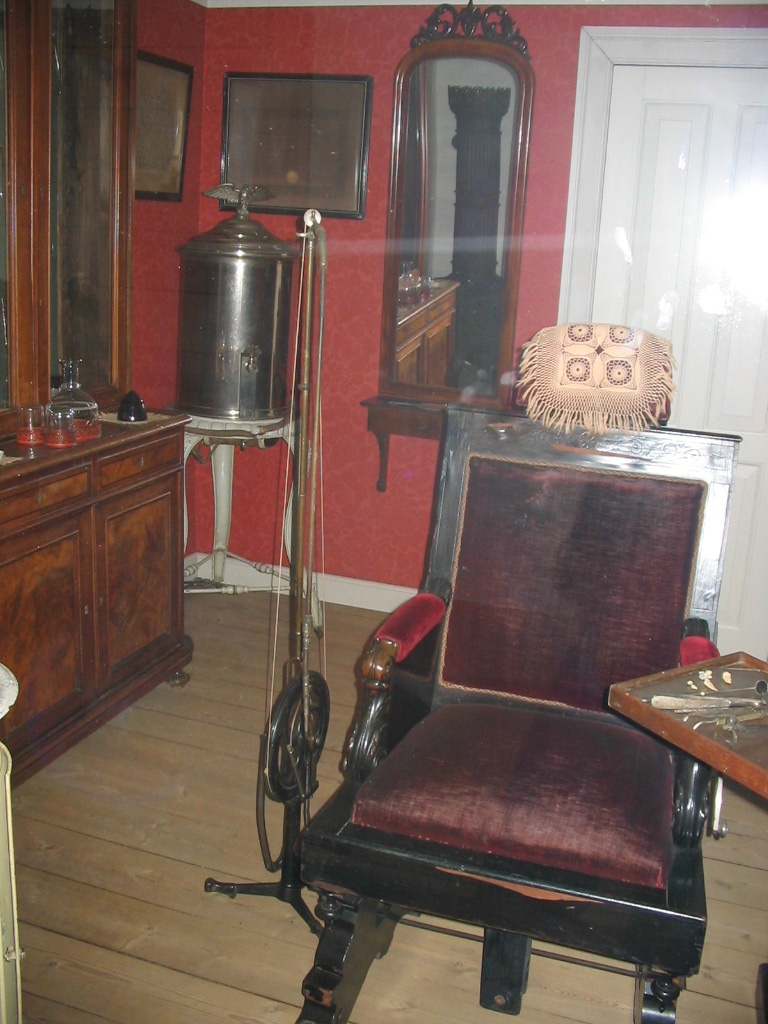
Zahnärztliches Behandlungszimmer im 19. Jahrhundert

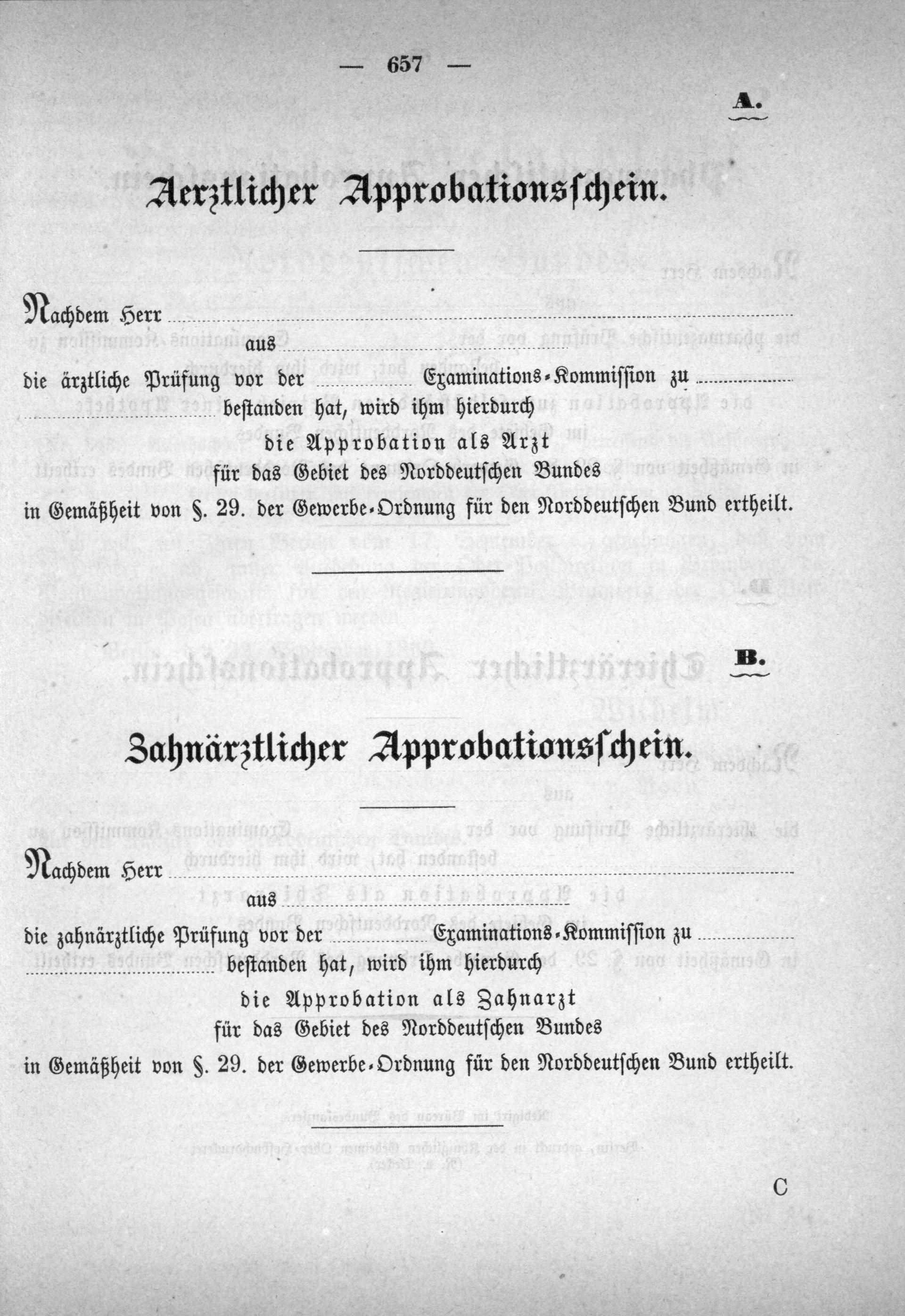
Ärztlicher und zahnärztlicher Approbationsschein des Norddeutschen Bundes, 1869

Bald nach Inkrafttreten der Verfassung des Norddeutschen Bundes (1861–1871) am 16. April 1867 wurde gemäß § 29 der Gewerbeordnung für den Norddeutschen Bund 1869 eine erste Approbationsordnung namens „Bekanntmachung, betreffend die Prüfung der Ärzte, Zahnärzte, Thierärzte und Apotheker“ erlassen. Demnach waren die „Centralbehörden derjenigen Bundesstaaten zur Erteilung befugt, welche eine oder mehrere Landes-Universitäten haben, mithin zur Zeit die zuständigen Ministerien des Königreichs Preußen, des Königreichs Sachsen, des Großherzogthums Hessen, des Großherzogthums Mecklenburg-Schwerin und in Gemeinschaft die Ministerien des Großherzogthums Sachsen-Weimar und der Sächsischen Herzogthümer“. 1871 schlossen sich Württemberg und Baden sowie 1872 Elsass-Lothringen an. Voraussetzungen zur Approbation waren ein zweijähriges Universitätsstudium und der Nachweis praktischer Uebung in den technischen zahnärztlichen Arbeiten. Mit dem Inkrafttreten dieser Gewerbeordnung erlitt die sich entwickelnde Zahnheilkunde einen entscheidenden Rückschlag, da mit der neu verabschiedeten Gewerbefreiheit auch die völlige Kurierfreiheit in der (Zahn-)Heilkunde galt. Ab 1871 galt die Kurierfreiheit im gesamten Deutschen Reich.

### Proteste der Zahnärzteschaft
Anlässlich der 18. Jahresversammlung des Centralvereins deutscher Zahnärzte (CVdZ) 1879 in Bremen berichtete der Berliner Zahnarzt Karl Sauer von seiner Erhebung über Fachunkundige, die zahnärztliche Behandlungen ausführten. Er nannte folgende Berufe: „Barbiere, Friseure, Gastwirthe, Porzellanreisende, Goldarbeiter, Barbierstochter, Malergehilfe, Buchhändler, Lazarethverwalter, Kreisgerichtssecretair, Schauspieler, Kegelbahnwirth, Thierarzt, Drechslergeselle, Kaminfeger, Wundarzt, Schauspielerswitwe, Opernsänger und Invalide.“ Er unterstrich damit die seit Langem bestehende Forderung nach einer ausschließlich akademischen Berufsausbildung. Die entsprechenden Petitionen blieben jedoch ungehört.
Bald sind nichtapprobierte Heilbehandler ihrerseits dazu übergegangen, die Berufsbezeichnung „Zahnkünstler“ in Dentist zu ändern. Für die nichtapprobierten Zahnbehandler schlugen die Zahnärzte ihrerseits die – abwertenden – Berufsbezeichnungen „Zahnarbeiter“ beziehungsweise „Gebißarbeiter“ vor. Sie verwiesen hinsichtlich der Berufsbezeichnung Dentist empört auf den romanischen und angelsächsischen Sprachgebrauch, wonach die Begriffe „dentiste“ beziehungsweise „dentist“ einen approbierten Zahnarzt bezeichneten. Niedrigere Preise halfen den Dentisten bei den Verhandlungen mit den Krankenkassen. Zahnärztlicherseits führte man die Berücksichtigung von Zahntechnikern als Kassenbehandler allerdings vor allem auf die politische Nähe der Zahnkünstler zu den Ortskrankenkassen zurück. Letztere standen seit den 1890er Jahren überwiegend unter dem Einfluss von Gewerkschaften und Sozialdemokraten. Die Zahl der nichtapprobierten Zahnbehandler stieg von 735 im Jahr 1878 auf 20.000 im Jahr 1937. 1909 hatten lediglich 31,4 Prozent von 1.060 überprüften Nichtapprobierten eine Lehre zum Zahnkünstler durchlaufen. 58,4 Prozent waren zuvor als Barbier tätig gewesen, und weitere 10,2 Prozent hatten keinerlei fachliche Vorbildung. Die Kurierfreiheit blieb bis zum Inkrafttreten des Zahnheilkundegesetzes (ZHG) am 31. März 1952 gültig. Erst dadurch wurde der Dualismus der Zahnärzte mit dem Dentistenstand durch das zuvor erreichte Bonner Abkommen (auch: Allensbacher Abkommen) beendet. Bis Ende des Jahres 1953 erhielten in der Bundesrepublik über 15.000 Dentisten nach dem Besuch eines 60-stündigen Fortbildungskurses die zahnärztliche Bestallung.
Es bildete sich in der Folge ab den 1960er Jahren zunächst in Kanada, später weltweit, eine Berufsgruppe der nichtakademischen Denturisten bzw. in der Schweiz der Zahn-Prothetiker heraus. Zur Geschichte der Dentisten und Denturisten siehe Geschichte der Dentisten.
Im Jahr 1883 erhielt Friedrich Louis Hesse den Auftrag des Königlich-Sächsischen Ministeriums, ein zahnärztliches Institut an der Universität Leipzig einzurichten, das am 16. Oktober 1884 eröffnet wurde. Pfarrer Friedrich Adolph Huth hatte dafür mit seinem Testament 15.000 Mark gestiftet. Zu den Patienten zählten vorwiegend Arbeiter und Gewerbetreibende, die durch Studenten für ein geringes Entgelt oder sogar kostenfrei behandelt wurden. Erstmals in Deutschland erhielten ab 1886 Mitglieder einer Ortskrankenkasse konservierende Behandlungen bezahlt. Hesse bemühte sich in Sachsen um die Kariesprophylaxe an Schulen und den Schutz der Patienten vor überhöhten Honorarforderungen. 1891 wurden in Chemnitz kostenlose Zahnuntersuchungen für Volksschüler eingeführt. Dieses soziale Engagement führte zu Auseinandersetzungen mit den Krankenkassen um die Übernahme der Kosten und belastete die Wirtschaftlichkeit seiner Zahnklinik. Hesse war von 1890 bis 1906 Vorsitzender des Zahnärztlichen Vereins für das Königreich Sachsen und von 1891 bis 1900 erster Vorsitzender des Centralvereins Deutscher Zahnärzte. Jahrelang kämpfte er um die Gleichstellung der Zahnheilkunde mit der übrigen Medizin. 1910 gab es im Deutschen Reich 7214 Zahnkünstler und 2667 Zahnärzte. Die zahnärztliche Minderheit hatte deshalb Probleme, sich bei der Verabschiedung der Reichsversicherungsordnung 1911 entsprechend durchzusetzen.
Zahnbehandler erlebten im 21. Jahrhundert eine Renaissance. Die Universität Witten/Herdecke betreibt seit 1995 ein Entwicklungshilfeprojekt und hat 2008 in Gambia zehn neue einheimische Zahnbehandler ausgebildet. Die Zahnbehandler absolvieren hierzu einen fünfmonatigen Lehrgang. Die Community Oral Health Workers sollen die Bevölkerung in ländlichen Gebieten zahnmedizinisch versorgen, insbesondere durch Füllungstherapie, Schmerzbehandlung und Präventionsmaßnahmen. Eine flächendeckende zahnärztliche Versorgung steht im kleinsten Flächenstaat des afrikanischen Kontinents bislang nicht zur Verfügung.

## Stomatologie
Der Begriff Stomatologie wurde in den 1880er Jahren von Émile Magitot (1833–1897) empfohlen und beim Internationalen Berliner Zahnärztekongress 1890 beschlossen. 1904 definierte der ungarische Zahnarzt Josef Arkövy (1851–1922) die Stomatologie als „… einen Zweig der Medizin, dessen Kenntnis- und Tätigkeitsgebiet die Mundhöhle umfasst …“ Árkövys Anregung fand weltweite Anerkennung und wurde seitdem als Bezeichnung von Kliniken, Gesellschaften und Fachzeitschriften verwendet. Sein Werk, die Diagnostik der Zahnkrankheiten, erschien 1885 und gilt als eine der bedeutendsten Arbeiten des 19. Jahrhunderts. Darin werden zahnärztlich-klinische Beobachtungen aus Sicht des Pathologen bewertet. Sie gelten als Pionierarbeit der systematischen zahnärztlichen Diagnostik. In der DDR war diese Bezeichnung üblich.

## Promotion

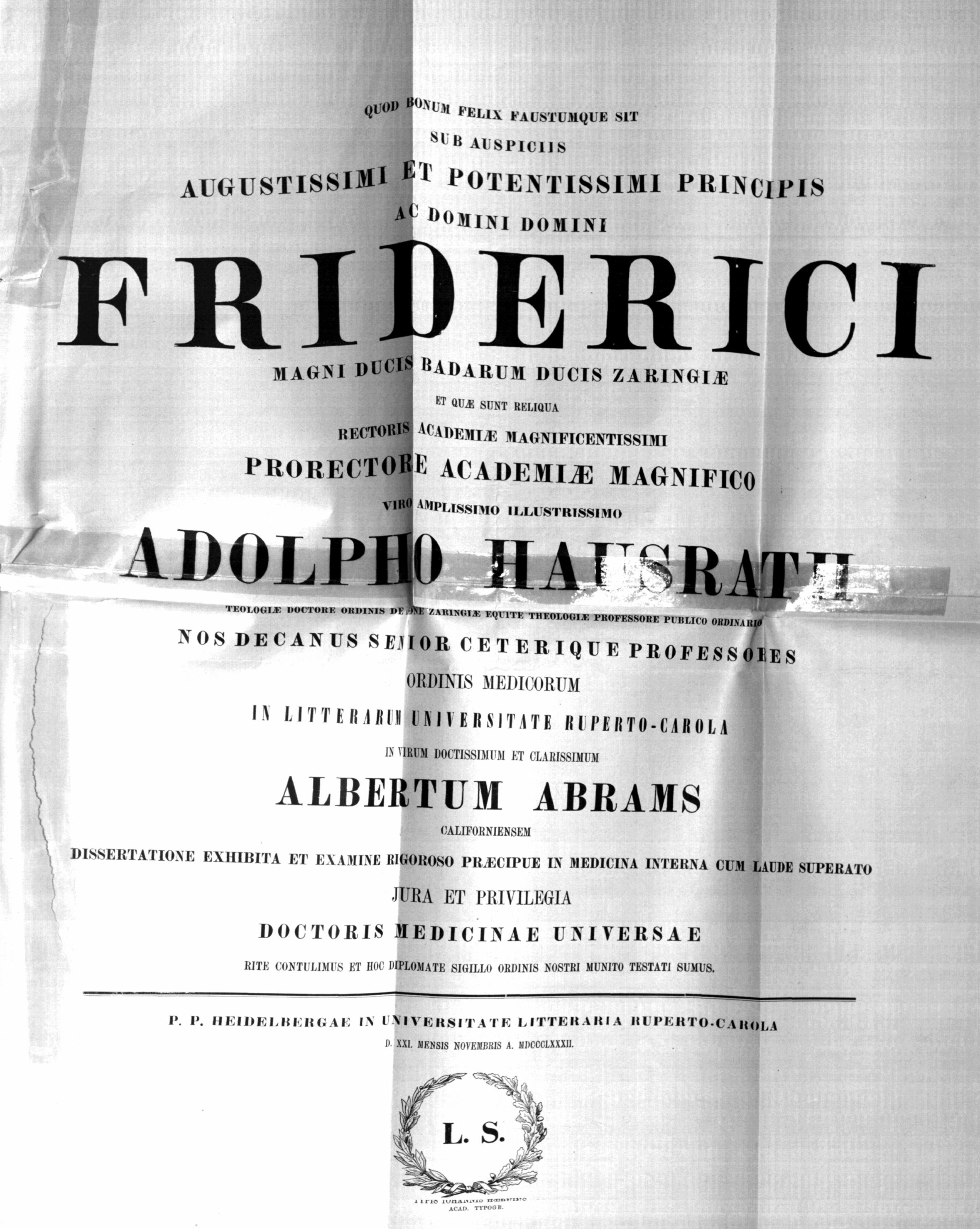
Ärztliche Promotionsurkunde der Ruprecht-Karls-Universität Heidelberg, 21. November 1882

Mitte des 19. Jahrhunderts war das Abitur in Europa noch keine Voraussetzung für das Studium der Zahnmedizin. Es war deshalb der Philologischen Fakultät zugeordnet, da diese Studenten als Immature galten – als Studierende ohne Abitur. Es waren hohe Hürden zu überwinden, um den fachfremden Dr. phil. zu erlangen, der damals ein geringeres Ansehen hatte als heute. Etwa 10 Prozent der Zahnärzte gingen deshalb in die USA, um dort die amerikanische Doktorwürde zu erlangen. Dazu gehörte auch Emilie Wiede-Focking, die 1873 am Baltimore College of Dental Surgery (heute University of Maryland School of Dentistry) als erste Frau zum Doktor of Dental Surgery (DDS) promoviert wurde. Manche kauften sich einen solchen Titel. Erst 1909 wurde eine neue Prüfungsordnung erlassen, die das Abitur voraussetzte und ab 1919 den Erwerb des Doctor medicinae dentariae (Dr. med. dent.) ermöglichte. Baden führte als erstes deutsches Land am 8. Juni 1919 – nach etlichen Widerständen der Ärzteschaft – die zahnärztliche Doktorwürde ein, jedoch als Dr. chir. dent. Die Zahnärzteschaft sah darin einen Affront, denn bewusst hatten die Ärzte das „med.“ durch „chir.“ (altgriechisch für Handarbeit) ersetzt. Für die praktizierenden Zahnheiler in Preußen galt hingegen zwei Monate später der Titel Dr. med. dent., dem sich in der Folge auch die anderen Länder anschlossen. Schließlich musste sich auch Baden dem anschließen.
Am 23. Januar 1923 folgte das Habilitationsrecht für Zahnärzte.
Maßgeblich an der Einführung des Promotionsrechts war Otto Walkhoff beteiligt. Die Promotion wurde insbesondere deshalb angestrebt, um sich als Akademiker von den „Zahnkünstlern“ und den späteren Dentisten – die sich ebenfalls Zahnärzte nennen durften – zu unterscheiden. Die Zahl der Promotionen nahm in Deutschland erst in den 1970er Jahren deutlich ab, als es kaum mehr Dentisten gab, und sank im Jahr 2000 auf unter 50 Prozent der Studienabsolventen.
Medizinische und zahnmedizinische Promotionen nehmen im Vergleich mit Promotionen in anderen Fächern eine Sonderrolle ein. Zum einen kann die Arbeit an der Dissertation schon vor Studienende begonnen werden, zum anderen sind die Promotionen hinsichtlich Anspruch und Umfang oft eher mit Diplomarbeiten in naturwissenschaftlichen Fächern zu vergleichen. Aus diesem Grund wird der deutsche Dr. med. (doctor medicinae) oder Dr. med. dent (doctor medicinae dentariae) heute im angelsächsischen Raum nicht dem Ph.D. gleichwertig erachtet, wie der Europäische Forschungsrat (ERC) 2002 feststellte. Der deutsche Wissenschaftsrat vertritt seit 2009 eine ähnliche Position.
Die in Österreich nach Abschluss des Human- und Zahnmedizinstudiums verliehenen akademischen Grade Dr. med. univ. und Dr. med. dent. entsprechen Diplomgraden (sogenanntes Berufsdoktorat). Dieser Grad wird seitdem nicht als Promotion gezählt, sondern lediglich als Studienabschluss-Zertifikat vergeben. Die Bezeichnung eines nach Abschluss des medizinischen Doktoratsstudiums erworbenen Titels lautet Doktor/Doktorin der gesamten Heilkunde und der medizinischen Wissenschaft (Dr. med. univ. et scient. med.).

## Berufsverbände
Im Jahr 1859 gründeten 26 Zahnärzte in Niagara Falls, New York, die erste amerikanische zahnärztliche Berufsvertretung namens American Dental Association (ADA). 1897 verschmolz die ADA mit der Southern Dental Association (SDA) und bildete die National Dental Association (NDA). 1922 wurde diese wieder in ADA umbenannt. Sie ist seitdem eine der weltweit führenden Zahnärztevereinigungen. Daneben wurde die National Dental Association gegründet, die die ethnischen Minderheiten in der Zahnheilkunde in den USA vertrat. Sie wurde 1932 von afroamerikanischen Zahnärzten gegründet, die die Rassendiskriminierung daran hinderte, Mitglieder der ADA zu werden. In England schrieb sich 1895 Lilian Lindsay als erste Frau zum Zahnmedizinstudium ein. Sie war 1945 die erste Frau, die zur Präsidentin der British Dental Association, der englischen Zahnärztevereinigung, gewählt wurde. Marcelle Dauphin (1893–1976) war die erste Zahnärztin Luxemburgs. Ihre luxemburgische Zahnarztzulassung bekam sie am 12. Oktober 1922. Die FDI World Dental Federation wurde im Jahre 1900 als Fédération Dentaire Internationale von Charles Godon von der École Dentaire de Paris und fünf weiteren Zahnärzten in Paris gegründet. Die FDI hat zurzeit mehr als 200 nationale Mitgliedsverbände in mehr als 130 Ländern, die zusammen fast eine Million Zahnärzte vertreten. Präsident der Gesellschaft war Gerhard Seeberger aus Italien (2019–2021), gefolgt von Ihsane Ben Yahya aus Marokko (2021–2023). Für die Amtszeit 2023–2025 wurde Greg Chadwick aus den USA gewählt.
Die nichtapprobierten Zahnkünstler waren im Verein der deutschen Zahnkünstler zusammengeschlossen. 1908 benannte sich dieser in Verein der Dentisten im Deutschen Reich um.

## Deutscher Bund und Deutsches Reich
Die erste private Zahnklinik eröffnete 1855 Eduard Albrecht (1823–1883) in Berlin. Angeregt hatte die Gründung dieser ersten zahnärztlichen Klinik zu Unterrichtszwecken in Deutschland Albrecht von Graefe. 1884 wurde das zahnärztliche Universitäts-Institut in Berlin begründet. Im Jahr 1883 wurde unter Otto von Bismarck die allgemeine Versicherungspflicht eingeführt und Ärzte handelten Einzelverträge mit den Krankenkassen aus, die ein Vertragsmonopol bekamen. Die Krankenkassen schlossen Einzelverträge mit den von ihnen weitgehend abhängigen Ärzten und konnten dabei die Konditionen bestimmen. Die Krankenversicherungspflicht war ursprünglich auf Arbeiter der unteren Einkommensschicht mit einem Jahreseinkommen unter 2000 Mark und auf bestimmte Regierungsangestellte beschränkt. Im Laufe der Zeit wurde sie immer mehr ausgeweitet, bis ein Großteil der Bevölkerung erfasst war.
Die Zahl der nichtapprobierten Zahnbehandler entwickelte sich kontinuierlich. Betrug sie im Jahr 1878 noch 735, so wuchs sie bis 1937 auf 20.000 an. Das Verhältnis von Zahnärzten zu Zahnkünstlern betrug im Jahr 1909 2.667 zu 7.214.
Während die Ärzte und Apotheker bereits 1887 beziehungsweise 1896 staatlich anerkannte Berufsvertretungen in Form von eigenen Kammern erhielten, blieben gleichlaufende Forderungen der Zahnärzte lange Zeit ungehört. Erst am 10. Oktober 1906 wurde in Baden die erste Zahnärztekammer errichtet. 1912 folgte eine weitere Zahnärztekammer in Preußen.
Es kam in der Folgezeit zu Unruhen unter der Ärzteschaft, die im Oktober 1913 zu einem Generalstreik führten. Zur Abwendung dieses Streiks griff die Regierung ein. Sie vermittelte die Anfänge der gemeinsamen Selbstverwaltung von Krankenkassen und Kassenärzten. Die vierte Verordnung des Reichspräsidenten zur Sicherung von Wirtschaft und Finanzen und zum Schutz des inneren Friedens vom 8. Dezember 1931 (RGBl. 699) sah in § 1 den Abschluss von Gesamtverträgen zwischen Kassen und kassenärztlichen Vereinigungen vor. Die Verordnung über kassenärztliche Versorgung vom 14. Januar 1932 (RGBl. I S. 19) passte die §§ 368–373 RVO (Reichsversicherungsordnung) dem neuen Rechtszustand an. Diese 1931 und 1932 durchgeführte Gründung der Kassenärztlichen Vereinigungen schuf ein Gegengewicht zu den Krankenkassen. Einer der Gründe für die politische Annäherung eines großen Teils der Zahnärzte an die nationalsozialistische Bewegung war deren entschiedene Ablehnung der Kassenzahnkliniken. Die Krankenkassen gründeten noch vor dem Ersten Weltkrieg 22 Zahnkliniken; 1931 gab es bereits 126 Zahnkliniken, in denen 528 fest angestellte Zahnärzte tätig waren. Im Kampf gegen die Kassenzahnkliniken verbanden sich die wirtschaftlichen Interessen der Zahnärzte mit den politischen Bestrebungen. Nachdem sich schon die Notverordnung Anfang der 1930er Jahre gegen die Zahnklinikbewegung gerichtet hatte, wurden sämtliche Zahnkliniken in den ersten Monaten nach der nationalsozialistischen Machtergreifung liquidiert.
Im Jahr 1920 wurde in Düsseldorf die Westdeutsche Sozialhygienische Akademie gegründet, die als Vorgängerin der Akademie für Öffentliches Gesundheitswesen in Düsseldorf gesehen werden kann. Der erste Leiter dieser Akademie war von 1921 bis 1933 Ludwig Teleky (1872–1957), der als ein wegweisender Vertreter der Sozialhygiene bzw. Sozialmedizin gilt. Aufgrund seiner jüdischen Herkunft wurde er 1933 mit einem Berufsverbot belegt. Mit Beginn des Nationalsozialismus wurde auch die Westdeutsche Sozialhygienische Akademie in Düsseldorf 1933 geschlossen.

## Zahnmedizin im Nationalsozialismus

### Einheitsfront der Zahnärzte
Die Einheitsfront der Zahnärzte wurde im Juni 1933 von 38 führenden deutschen Zahnarztprofessoren in Leipzig gegründet, um sich dem nationalsozialistischen „Führerprinzip“ zu verpflichten, einem fundamentalen Prinzips des Faschismus der Zwischenkriegszeit und seiner Führerparteien.

### Neue Verordnungen und Gesetze

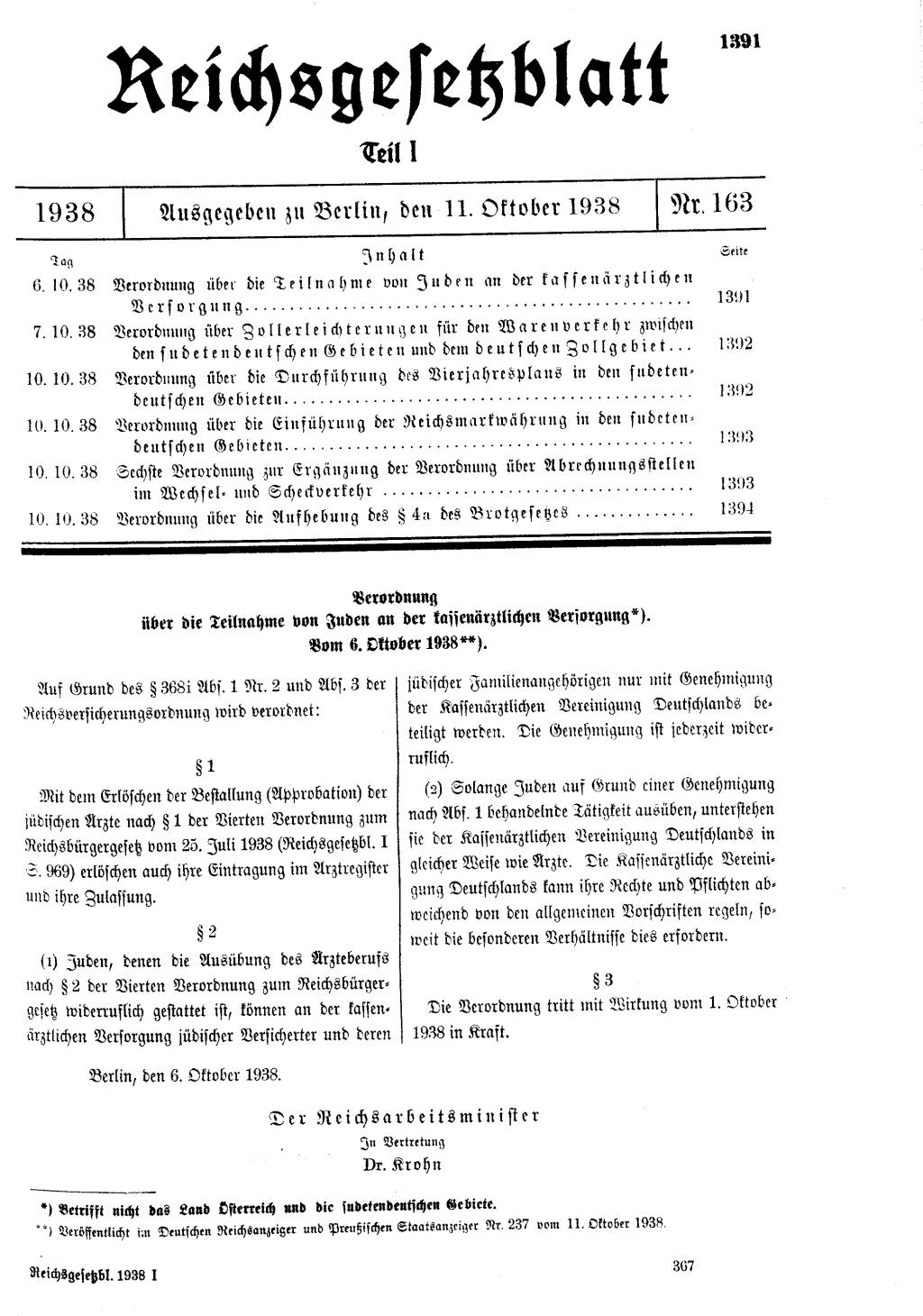
Reichsgesetzblatt: Verordnung über die Teilnahme von Juden an der kassenärztlichen Versorgung vom 6. Oktober 1938.

Nach der Machtübernahme durch die Nationalsozialisten wurden im Deutschen Reich durch Verordnung vom 2. August 1933 (RGBl. S. 567–574) die regionalen Kassenärztlichen Vereinigungen abgeschafft und eine vom NS-Staat gelenkte einheitlich-deutsche Kassenärztliche Vereinigung gebildet. Die Kassenärztlichen Vereinigungen wurden damit von einer Interessenvertretung der Ärzte zu einem Instrument des Staates. Die neue Zulassungsordnung sprach gleichzeitig einem großen Teil der als Juden geltenden Zahnärzte das Recht auf Ausübung einer Kassenpraxis ab und entzog ihnen damit die wirtschaftliche Existenzgrundlage. Am 1. Oktober 1934 verordnete der Reichszahnärzteführer, dass alle Zahnärzte, die noch nicht niedergelassen waren, eine achtwöchige ideologische, militärische und berufliche Fortbildung ablegen mussten. Diese sei eine unentbehrliche Bedingung zur Kassenzulassung. Entsprechend erklärte beispielsweise der Zahnarzt und Politologe Hans Joachim Schmidt (1907–1981), später Mitbegründer der European Organisation for Caries Research (ORCA), dass er als Leiter der Arbeitsgemeinschaft DAF der Würzburger Staatswissenschaftlichen Fakultät an einem Vierwochenlehrgang der Schulungsburg der NSDAP, Berlin-Wannsee teilgenommen habe. Laut dem Zahnarzt Wilhelm Kessler unterhielt die Deutsche Arbeitsfront (DAF) unter anderem ein Amt für Volksgesundheit, das gleichfalls dem Reichsärzteführer unterstand.

### „Neue deutsche Heilkunde“
Ein wichtiges Merkmal nationalsozialistischer Gesundheitspolitik war die Forderung, alternative Heilmethoden als gleichberechtigte Therapieformen neben die sogenannte Schulmedizin zu stellen. Eine radikale nationalsozialistische Gesundheitsreform sollte den Weg zu einer alternativ-ganzheitlichen, „biologischen“ Medizin ebnen. Hierfür wurde der Begriff der „neuen deutschen Heilkunde“ geprägt. Deren besondere „Verdienste“ wurden von den Verfechtern alternativmedizinischer Verfahren unter anderem darin gesehen, dass sie den biologischen Heilmethoden deutschen Ursprungs, die in der vor-nationalsozialistischen Zeit infolge einer „zunehmenden Verjudung“ vernachlässigt worden seien, zu großer staatlicher Anerkennung verholfen hätte. Sie thematisierten auch innerhalb der Zahnheilkunde die ideologisch geprägten Bewertungen von „Entartungserscheinungen“ und der „Ausmerzung“ krankhafter Erbanlagen. Extreme Vorstellungen gingen so weit, „jüdische Einflüsse“ für Gebisserkrankungen verantwortlich zu machen. Bekannte Vertreter einer nationalsozialistisch geprägten, „biologischen“ Zahnmedizin waren unter anderem Hermann Euler (NSDAP-Mitglieds-Nummer: 4.660.341), Erich Heinrich (NSDAP-Mitgliedsnummer: 1.963.981), Walther Klußmann (NSDAP-Mitgliedsnummer: 3.188.996), Otto Steiner (NSDAP-Mitgliedsnummer: 2.877.114) und Paul Neuhäußer (NSDAP-Mitgliedsnummer: 71.057), der 1938 der Aussage anhing: „Nationalsozialismus ist politisch angewandte Biologie“, und sich nach dem Krieg für die „Biologische Zahnheilkunde“ engagierte. Sie wurden nach 1945 zu geachteten Persönlichkeiten in der Bundesrepublik. Heinrich war von 1933 bis 1945 Hauptschriftleiter der Zahnärztlichen Rundschau und wurde 1937 zum Ehrenmitglied der DGZMK ernannt. 1971 erhielt er die Hermann-Euler-Medaille. Klußmann zählte zu den radikalsten Verfechtern der „Neuen deutschen Zahnheilkunde“. Seine Vorschläge zur Verbesserung der Mundgesundheit der deutschen Bevölkerung reichten von der völligen Ausmerzung jüdischen Einflusses bis hin zum Krieg. Er wurde 1963 mit dem Bundesverdienstkreuz 1. Klasse ausgezeichnet. Neuhäußer tat sich unter anderem dadurch hervor, dass er die Nürnberger Gesetze, das Gesetz zur Verhütung erbkranken Nachwuchses, aber auch die Siedlungspolitik des nationalsozialistischen Staates als essentielle Grundlagen für das Denken und Wirken deutscher Zahnärzte bezeichnete. Er erhielt in den 1970er Jahren viele Ehrungen, unter anderem die Ehrennadel der Deutschen Zahnärzteschaft. Steiner war ein glühender Verfechter der nationalsozialistischen Weltanschauung und bemühte sich vor allem, metaphysische Elemente der Alternativmedizin mit der Blut-und-Boden-Ideologie des Nationalsozialismus zu verbinden. In den 1960er Jahren wurde er unter anderem mit dem Hufeland-Preis und mit dem Bundesverdienstkreuz 1. Klasse ausgezeichnet.

### Rassenreinheit und Ideologie

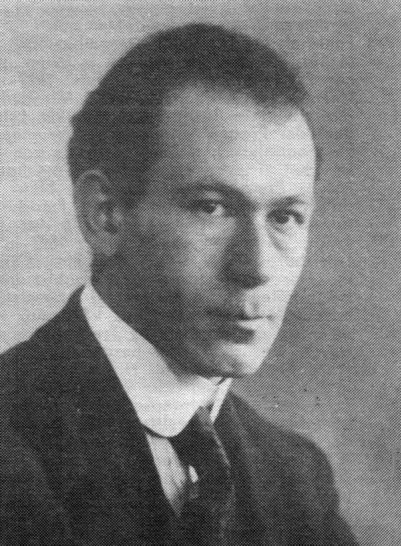
Ewald Fabian 1885–1944

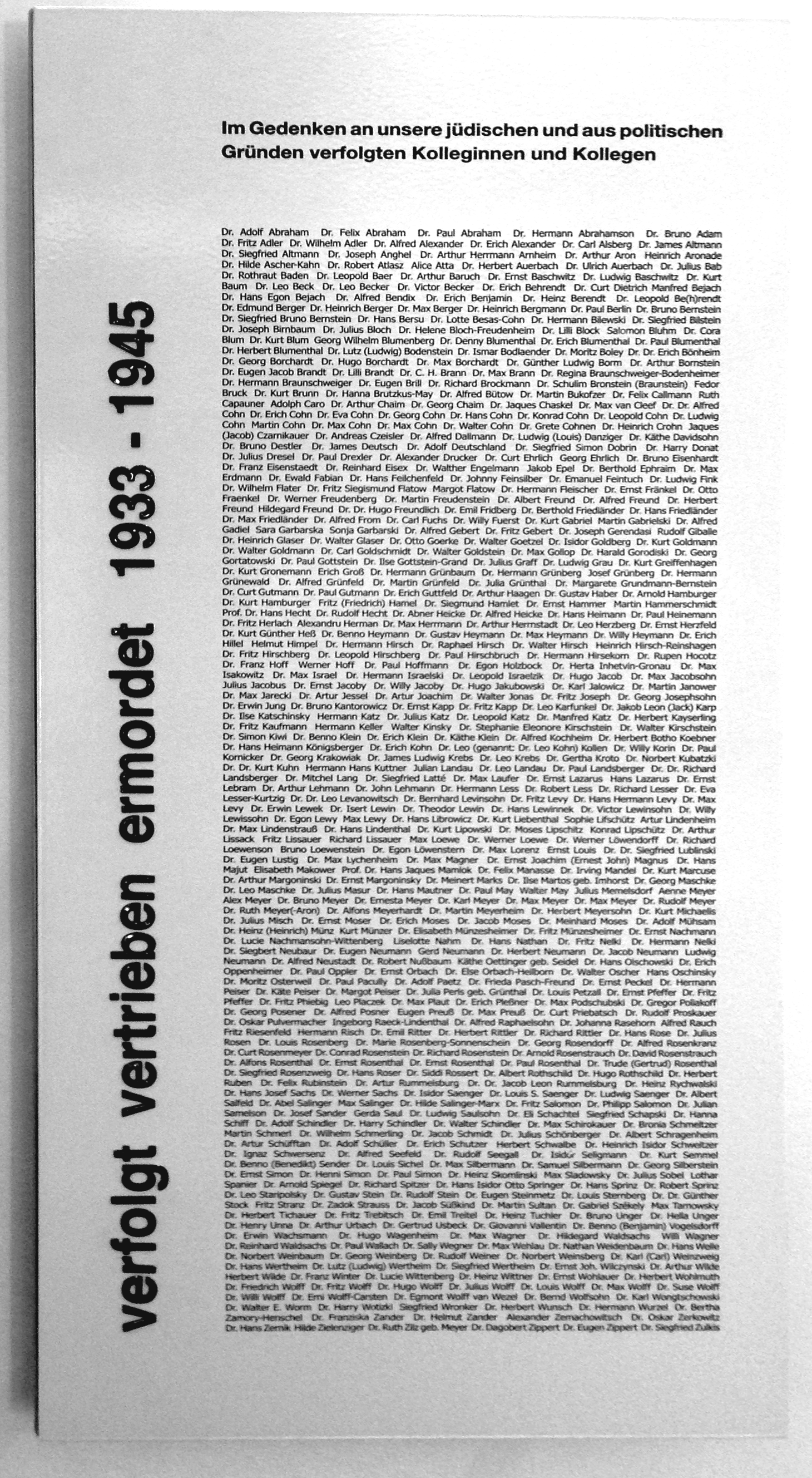
Gedenktafel für die von den Nationalsozialisten verfolgten Berliner Zahnärzte, Kassenzahnärztliche Vereinigung Berlin 2008

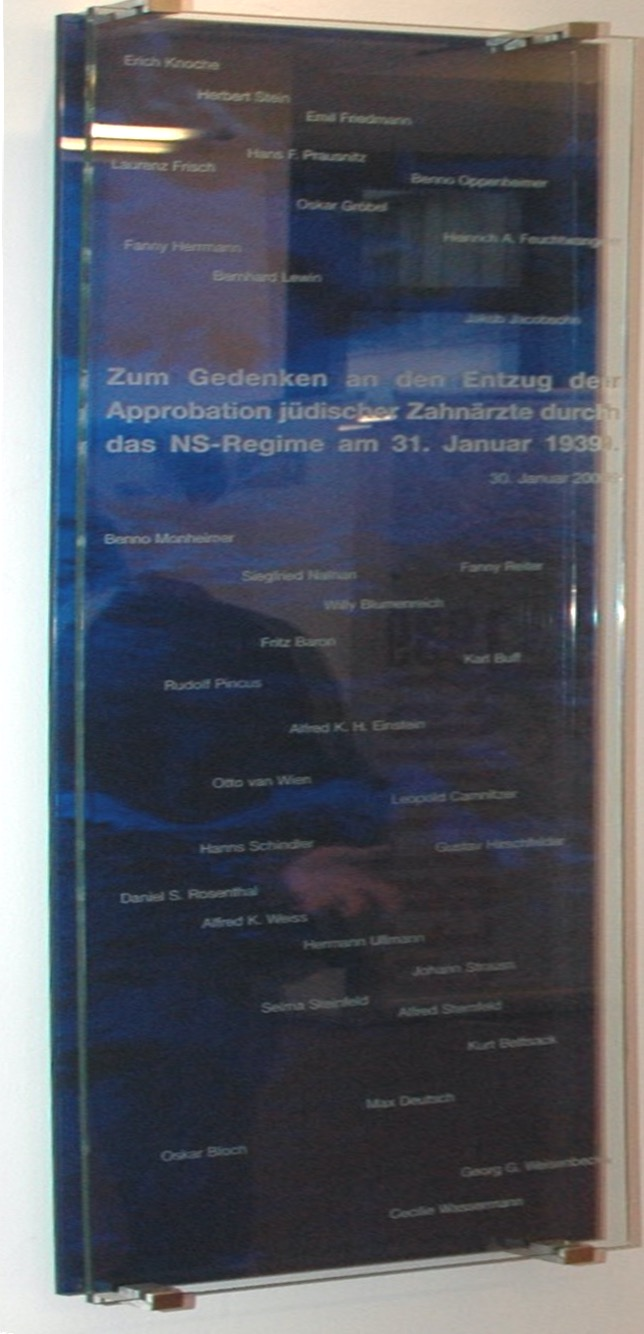
Gedenktafel zum 70. Jahrestag des Approbationsentzugs der von den Nationalsozialisten verfolgten jüdischen bayerischen Zahnärzte, Kassenzahnärztliche Vereinigung Bayerns 2009

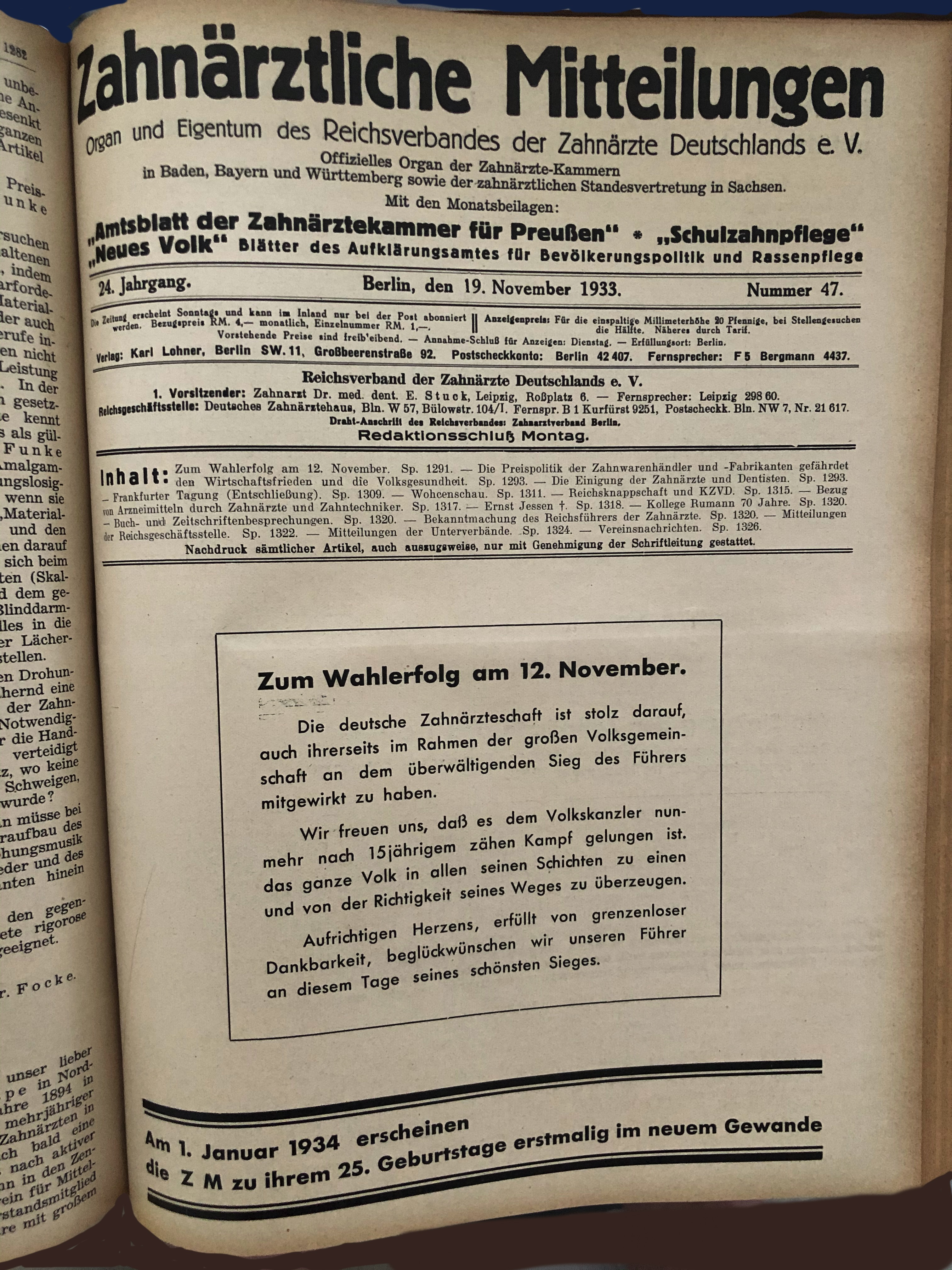
Gratulation des zahnärztlichen Berufsstands zur Wahl Adolf Hitlers am 12. November 1933; Zahnärztliche Mitteilungen, 19. November 1933

Ab 1933 wurde die Rassenreinheit des Berufsstandes die neue ideologische Leitlinie des vereinigten Berufsverbands. Die arische Abstammung galt nun als entscheidendes Kriterium für die Zulassung als Zahnarzt. In den Jahren darauf wurde die Neuzulassung jüdischer Zahnärzte zur Kassenpraxis gesetzlich unterbunden. Insgesamt gab es Ende 1937 in Deutschland 16.319 Zahnärzte, von denen 10.120 für die Kassenbehandlung zugelassen waren, 2.337 waren nicht zugelassen, 290 nur privat praktizierend, 251 beamtet und 3.321 waren Assistenzzahnärzte. Am 1. Januar 1934 waren von insgesamt 11.332 Zahnärzten 1.064 Juden, die zum größten Teil eine Zulassung zur Kassenpraxis hatten. Manchen ausgeschlossenen jüdischen Zahnärzten gelang die Flucht nach Shanghai. In einer Statistik aus 1941, die nur 3.420 von insgesamt 20.000 Menschen erfasst, befanden sich 180 geflohene Zahnärzte im japanisch besetzten Shanghai. Zum 31. Januar 1939 verloren alle jüdischen Zahnärzte die Bestallung (Approbation) durch die Achte Verordnung zum Reichsbürgergesetz. Sie durften nur noch als „Krankenbehandler“ jüdische Patienten versorgen. Gleichzeitig widerriefen die Universitäten die Promotionen.
„Die gesamte Gesundheitspflege von Juden gereinigt“ – das titelte 1939 eine Zeitung in Berlin unter Bezugnahme auf NS-Reichsärzteführer Gerhard Wagner (1888–1939), der in einer Parteitagsrede verkündet hatte: „Der ärztliche Beruf und die medizinische Wissenschaft sind endgültig vom jüdischen Geist befreit worden.“ Die rassische Vertreibung wird unter Medizin im Nationalsozialismus beschrieben. Die deutschen Ärzte liefen den Nationalsozialisten in Scharen zu, mehr als in jedem anderen Berufsstand. Allein 1.300 Zahnärzte waren bereits vor 1933 Mitglieder der NSDAP, mindestens 74 von ihnen erhielten in der Folge das Goldene Parteiabzeichen und mindestens 6 waren Blutordensträger. Während sich der Anteil der NSDAP-Mitglieder in der gesamten Ärzteschaft vor 1933 um 7 % bewegte, lag er bei den Zahnärzten bei 12 %. Später waren fast die Hälfte aller Ärzte Mitglieder der Nationalsozialistischen Deutschen Arbeiterpartei (NSDAP). 26 % der Ärzte gehörten der SA an (bei den Lehrern waren es 11 %), 8 % waren bei der SS (bei den Lehrern waren es 0,4 %), heißt es in Norbert Freis Karrieren im Zwielicht.
Die deutschen Zahnärzte wurden in die Erbgesundheitsideologie, auch in die Aktion T4 (Euthanasie geistig und körperlich Behinderter) eingebunden. Ab 1936 versuchten die Nationalsozialisten, das Prüfungsfach Rassenhygiene in die Curricula einzuführen. Dies gelang ihnen 1939. Das Fach Rassenhygiene wurde zum Pflichtfach an allen Universitäten. Ein Bereich der Eugenik, in dem die Zahnärzte besonders aktiv waren, war derjenige des Begutachtens der Patienten, die eine Hasenscharte, einen Kiefer- oder Gaumeneinschnitt aufweisen. Die zugelassenen Zahnärzte waren wie alle medizinisch Tätigen verpflichtet, jegliche Person anzuzeigen, die Erbmissbildungen aufwies. Die Sterilisation wurde in diesem Fall prinzipiell genehmigt. Der Kieferchirurg Martin Waßmund, Gründer der Deutschen Gesellschaft für Mund-, Kiefer- und Gesichtschirurgie (DGMKG) im Jahr 1951, vertrat während der Zeit des Nationalsozialismus kompromisslos das rassenhygienische Ziel der „Ausmerze“. Waßmund stand damit im Gegensatz zu weiteren bekannten Fachvertretern dieser Zeit wie Rosenthal, Axhausen, Ernst, Uebermuth, die ein empathisches Verständnis für ihre Spaltpatienten hatten und die NS-Rassengesetze in dieser Zeit ablehnten. Der Martin-Waßmund-Preis der DGMKG wurde wegen der Gesinnung des ehemals so Geehrten 2011 in Wissenschaftspreis der DGMKG umbenannt.

### Anteil der NSDAP-Mitglieder unter den zahnärztlichen Hochschullehrern
Nach neuesten Untersuchungen waren in einem Gesamtkollektiv n = 360 nachweislich 217 NSDAP-Mitglieder (60,3 %), kein Anhaltspunkt für eine Mitgliedschaft ergab sich bei 143 Hochschullehrern (39,7 %), bei 11 Personen wurden Mitgliedschaften in anderen NS-Gliederungen festgestellt. Demnach waren mindestens 60 % der betreffenden zahnärztlichen Hochschullehrer im „Dritten Reich“ Parteigänger der NSDAP. Die meisten Zahnärzte traten in den ersten Wochen nach der Machtübernahme Hitlers – noch vor der im Mai in Kraft tretenden passageren Mitgliedersperre – in die Partei ein.

### Ehrenmitglieder der zahnärztlichen Fachgesellschaften und ihre Rolle im „Dritten Reich“
Es wurden 89 Ehrenmitglieder bzw. Ehrenmedaillenträger identifiziert, die das „Dritte Reich“ als Erwachsene erlebten und im Nachkriegsdeutschland (von ca. 1949 bis 1980) von zahnärztlichen Fachgesellschaften geehrt wurden. Die Analyse ergab, dass gut 50 % dieser geehrten Personen (n = 45) im „Dritten Reich“ Mitglied der nationalsozialistischen Partei waren. Demgegenüber finden sich unter den Ausgezeichneten lediglich zwei jüdische NS-Opfer
(Alfred Kantorowicz und Erich Knoche) – das entspricht lediglich 2 Prozent des untersuchten Kollektivs. Zum Vergleich: 1933 waren ca. 10 % der Zahnärzte jüdischer Herkunft.

### Zahnärztekammer-Präsidenten, die Mitglieder der NSDAP waren
- Herbert Frank (1923–2016) – 1972–1992 Präsident der Landeszahnärztekammer Rheinland-Pfalz; anschließend Ehrenpräsident der Landeszahnärztekammer Rheinland-Pfalz
- Raimund Gaertner (1888–1970) – 1955–1960 Präsident der Landeszahnärztekammer Baden-Württemberg

### Präsidenten der DGZMK, die Mitglieder der NSDAP waren
Unter den Präsidenten der Deutschen Gesellschaft für Zahn-, Mund- und Kieferheilkunde (DGZMK) im Zeitraum 1906–1981 waren folgende Präsidenten Mitglieder der NSDAP:
- Otto Walkhoff (1860–1934), Amtszeit 1906–1926; (1929 in die NSDAP eingetreten)
- Wilhelm Herrenknecht (1865–1941), Amtszeit 1926–1928
- Hermann Euler (1878–1961), Amtszeit 1928–1945 und 1949–1954; (1933 in die NSDAP eingetreten)
- Ewald Harndt (1901–1996), Amtszeit 1957–1965
- Hermann Wolf (1889–1978), Amtszeit 1954–1957; (1938 in die NSDAP eingetreten)
- Gerhard Steinhardt (1904–1995), Amtszeit 1965–1969; (1938 in die NSDAP eingetreten)
- Eugen Fröhlich (1910–1971), Amtszeit 1969–1971; (1939 in die NSDAP eingetreten)
- Werner Ketterl (1925–2010), Amtszeit 1977–1981; (1943 in die NSDAP eingetreten)

### Nachträgliche Aberkennung von Ehrungen
Die DGZMK und weitere zahnärztliche Institutionen treten für die Umbenennung beziehungsweise Aberkennung von Preisen, Medaillen und Institutionen ein, die nach neuerer Kenntnis nach Nationalsozialisten benannt sind. Dazu zählen:
- Umbenennung des „Walkhoff-Preises“ (nach Otto Walkhoff) in „DGZ-Preis“ durch die Deutsche Gesellschaft für Zahnerhaltung (DGZ)
- Umbenennung der „Oskar-Bock-Medaille“ (nach Oskar Bock)  in „DGFDT Verdienstmedaille“ durch die Deutsche Gesellschaft für Funktionsdiagnostik und Therapie (DGFDT)
- Umbenennung des  Martin-Waßmund-Preises (nach Martin Waßmund) bereits 2011 in Wissenschaftspreis der DGMKG durch die Deutsche Gesellschaft für Mund-, Kiefer- und Gesichtschirurgie (DGMKG)
- Umbenennung der Hermann-Euler-Medaille (nach Hermann Euler) bereits 2005 in DGZMK-Medaille durch die DGZMK
- Einstellung der Verleihung der Otto-Loos Medaille (nach Otto Loos) und des Otto-Loos Preises bereits 1989 durch die Landeszahnärztekammer Hessen[75]
- Umbenennung der Ewald-Harndt-Medaille (nach Ewald Harndt) in Phillip-Pfaff-Preis durch die Zahnärztekammer Berlin[76]
- Umbenennung des Erwin-Reichenbach-Förderpreises (nach Erwin Reichenbach) und des  Reichenbach-Instituts durch die Zahnärztekammer Sachsen-Anhalt in Förderpreis der Zahnärztekammer Sachsen-Anhalt
- Eugen-Fröhlich-Preis (nach Eugen Fröhlich) der Deutschen Gesellschaft für Parodontologie wurde 2020 zum DG PARO-Forschungspreis umbenannt.
- Die OGI (OralGesundheit Inklusiv) ist seit 2022 aus der 1971 gegründeten Konrad Morgenroth Förderergesellschaft (nach Konrad Morgenroth) hervorgegangen.
- Die Gustav-Korkhaus-Sammlung (nach Gustav Korkhaus) wurde 2021 in Dentalhistorische Sammlung der Universität Bonn umbenannt.
- Die Apffelstaedtstraße (nach Max Apffelstaedt) wurde 2021 durch die Stadt Münster in Henriette-Son-Straße umbenannt.

### Bisher nicht erfolgte Umbenennungen
Bisher nicht erfolgte Umbenennungen von Preisen, Einrichtungen und ähnlichen, die nach Zahnärzten benannt sind, die sich im Dritten Reich parteipolitisch den Nationalsozialisten angeschlossen haben (Stand Mai 2025):
- Walter Artelt, Prof. Dr. Walter Artelt und Prof. Dr. Edith Heischkel-Artelt-Stiftung
- Walther Engel, Walther Engel-Preis, Akademie für Zahnärztliche Fortbildung Karlsruhe
- Rolf Fränkel, Fränkel-Zentrum Zwickau,
- Karl Häupl, Karl Häupl Institut, Zahnärztekammer Nordrhein
- Heinrich Hammer, Heinrich Hammer Institut, Zahnärztekammer Schleswig-Holstein
- Kurt Hemmerich, Kurt Hemmerich Medaille, Deutsche Gesellschaft für Mund-, Kiefer- und Gesichtschirurgie
- Friedrich Kreter, Friedrich Kreter Promotionspreis, Zahnärztlicher Verein Frankfurt
- Hugo Obwegeser, Hugo Obwegeser Preis, Schweizerische Gesellschaft für Mund-, Kiefer- und Gesichtschirurgie
- Hans von Thiel, Von Thiel Medaille, Deutsche Gesellschaft für Prothetische Zahnmedizin und Biomaterialien

### Vorsitzende des FVDZ, die Mitglieder der NSDAP waren
Vorsitzende des Freien Verbands Deutscher Zahnärzte (FVDZ und Vorgängerorganisationen), die Mitglieder der NSDAP waren:
- 1952–1957 – Eugen Flohr (1896–1958)
- 1958–1963 – Wolfgang Mzyk (1923–2015)
- 1963–1967 – Wilhelm Stengel (1901–1967)
- 1967–1969 – Willi Ostermann (* 1912)
- 1969–1971 – Erich Pillwein (1919–2018)
- 1971–1973 – Werner Wald (* 1913)
- 1981–1987 – Julius Herrmann (1919–1988)

### SS-Zahnärzte

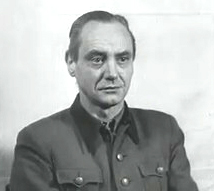
Hermann Pook, SS-Obersturmbannführer, leitender Zahnarzt und Vorgesetzter der rund 100 Zahnärzte in Konzentrationslagern; Aufnahme im Januar 1947 während der Nürnberger Prozesse

Zahnärzte konnten bei Übernahme – in der Regel bis zum 32. Lebensjahr – nach abgeschlossener zahnmedizinischer Ausbildung mit der Laufbahn IXc zum SS-Führer und SS-Zahnarzt befördert werden. Nach der Grundausbildung wurden sie zum SS-Oberscharführer befördert, nach Abschluss des Sanitäts-Führeranwärter-Lehrganges je nach zahnärztlicher Ausbildung bis zu 3 Jahren nach dem Staatsexamen zum SS-Untersturmführer, von 3 bis einschließlich 5 Jahren zum SS-Obersturmführer und von 6 und mehr Jahren zum SS-Hauptsturmführer. Weitere Beförderung waren entsprechend der Dienstzeit, freien Planstellen und „Bewährung“ möglich. Ende 1938 waren bereits ca. 1400 Zahnärzte als SS-Mitglieder ausgewiesen, etwa 9 Prozent aller deutschen Zahnärzte. 305 Zahnärzte waren in der Waffen-SS organisiert. Mindestens 79 der 305 nachweislich in der Waffen-SS organisierten Zahnärzte waren in Konzentrationslagern als KZ-Zahnarzt oder deren Verwaltungsdienststellen tätig. Tatsächlich konnte in 247 Fällen die Frage eines KZ-Einsatzes sicher beantwortet werden.
Der Starnberger Zahnarzt Friedrich Krohn entwarf die Hakenkreuzfahne der NSDAP, während Adolf Hitler in Mein Kampf lediglich einräumte, dass dieser „seinen“ Entwurf wohl beeinflusst hätte. Zahnärzte waren auch in den obersten Etagen der Nationalsozialisten zu finden, wie der Regensburger SS-Hauptsturmführer und KZ-Zahnarzt Willy Frank, der an der Selektion von über 6.000 Häftlingen beteiligt war. Er war Leiter der SS-Zahnstation im KZ Auschwitz und wurde wegen gemeinschaftlicher Beihilfe zum gemeinschaftlichen Mord (in sechs Fällen an mindestens 6.000 Menschen) im Rahmen der Auschwitzprozesse zu sieben Jahren Zuchthaus verurteilt.
Der Freiburger Lüder Elimar Precht (1912–1969), leitender Zahnarzt in Auschwitz, der 1950 in Stuttgart eine Zeit lang bei seinem KZ-Kollegen aus Auschwitz, Willy Frank, als Assistenzarzt arbeitete, bevor er Schulzahnarzt in Offenburg wurde.
Ebenso die KZ-Zahnärzte SS-Hauptsturmführer Karl Abraham, Lagerzahnarzt im KZ Stutthof und Leiter der Zahnstation im KZ Buchenwald, nach 1945 Zahnarzt in Bad Hersfeld, SS-Hauptsturmführer Siegfried Bock, Kurt aus dem Bruch, Lagerzahnarzt im KZ Mauthausen, SS-Standartenführer Paul Dahm, Dentist, SS-Obersturmführer Artur Götz SS-Untersturmführer Georg Greif, SS-Hauptsturmführer Martin Hellinger, Wilhelm Henkel, leitender KZ-Zahnarzt im Konzentrationslager Mauthausen, Walter Höhler, Wilhelm Jäger, im KZ Dachau, Auschwitz, Neuengamme. Josef Joest, Zahntechniker und später Zahnarzt und SS-Führer in den SS-Totenkopfverbänden, der an Erschießungen teilnahm.
SS-Obersturmbannführer Helmut Johannsen, Chefzahnarzt im KZ Buchenwald; weitere Lagerzahnärzte im KZ Buchenwald waren Georg Coldewey (der unter anderem ohne Betäubung Zahnextraktionen von Goldzähnen der KZ-Häftlinge vornahm), Hans Fischer, Gerhard Palfer, Walter Pongs und Paul Reutter, der Wiesbadener SS-Hauptsturmführer Wolfgang Klein, der die jüdischen „Säuberungen“ im Berliner Gesundheitswesen vollzog; SS-Hauptsturmführer Albert Kurth, Walter Mücke, Walter Pongs, Alexander Reiner, SS-Sturmbannführer Paul Reutter; SS-Lagerzahnarzt im KZ Dachau und als „Leitender Zahnarzt“ der KZ-Zahnärzte Vorgänger von Hermann Pook, Werner Rohde, Erich Sautter, Willi Schatz, Lagerzahnarzt in den Konzentrationslagern Auschwitz und Neuengamme; Curt Schäffer, SS-Untersturmführer Richard Schreiner, SS-Hauptsturmführer Walter Sonntag, der im Frauen-KZ Ravensbrück Frauen misshandelte; SS-Obersturmbannführer Gerhard Steinhardt (1904–1995) wurde nach seiner Entnazifizierung Dekan der Universität Erlangen-Nürnberg, erhielt als Hochschullehrer zahlreiche Ehrungen und war Präsident der DGZMK. Seine damaligen Zeitgenossen zogen es vor, über seine NS-Vergangenheit zu schweigen. Der KZ-Zahnarzt Friedrich Weigel  (1912–1995) nahm im KZ Groß-Rosen an der Exekution sowjetischer Kriegsgefangener teil und wurde hierfür mit dem Kriegsverdienstkreuz II. Klasse ausgezeichnet. SS-Sturmbannführer Karl-Heinz Teuber (1907–1961), erster Lagerzahnarzt im KZ Auschwitz, wurde 1955 aus dem Gefängnis in Krakau in die Bundesrepublik entlassen; danach führte er bis 1961 eine Zahnarztpraxis in Timmendorfer Strand. Der leitende Zahnarzt des KZs Sachsenhausen, Hans-Joachim Güssow, selektierte nach einem Augenzeugenbericht sowjetische Kriegsgefangene zur Tötung, um nachfolgend deren vollständige Skelette einschließlich der Kiefer und Zähne an das „SS-Ahnenerbe“, eine Forschungseinrichtung der SS, liefern zu können. Zahnarzt Christian Franz Weck, SS-Unterscharführer bei der Waffen-SS im KZ Flossenbürg, war an Genickschussmorden beteiligt und ließ sich 1950 in eigener Praxis in Nidda (Oberhessen) nieder, bevor er 1956 verurteilt wurde. SS-Obersturmführer Ernst Weitkamp, Leiter der Zahnstation im KZ Mauthausen, praktizierte nach 1945 bis 1967 in Lübbecke. SS-Obersturmbannführer Hermann Pook war vorgesetzter Zahnarzt der rund 100 Zahnärzte in Konzentrationslagern und praktizierte nach Kriegsende als niedergelassener Zahnarzt in Hemmingstedt. SS-Hauptsturmführer Karl Friedrich Schmidhuber wurde 1951 auf das Ordinariat für Mund-, Zahn- und Kieferheilkunde der Universität zu Köln berufen, auf dem er bis zu seiner Emeritierung 1965 wirkte. Von 1955 bis 1957 war er Dekan der Medizinischen Fakultät und 1957 Rektor der Universität Köln. Innerhalb der SS erreichte Hans Fliege, der Vorlesungen in SS-Uniform abhielt, Anfang September 1944 den Rang eines SS-Obersturmbannführers. Heinrich Theodor Müller (1901–1985), Mitglied der SS, Waffen-SS und des SD, Leiter der Bonner Außenstelle des Sicherheitsdienstes, Zahnarzt in der Sanitätsabteilung der „SS- und Polizeidivision Langemarck“, war an der Hinrichtung polnischer Fremdarbeiter wegen angeblichen Geschlechtsverkehrs mit deutschen Frauen ebenso beteiligt wie an der Deportation so genannter „jüdisch versippter Familien“; er war von 1951 bis 1982 in Gelsenkirchen als Zahnarzt tätig. Otto-Heinrich Drechsler (1895–1945) war ein promovierter deutscher Zahnarzt, Bürgermeister von Lübeck und während des Zweiten Weltkriegs zwischen 1941 und 1944 gleichzeitig Generalkommissar von Lettland im Reichskommissariat Ostland in Riga und zuständig für die Konzentrationslager in Lettland, wie das KZ Riga-Kaiserwald. Der der Waffen-SS angehörende Zahnarzt Helmut Kunz (1910–1976) war Mittäter bei der Ermordung der Goebbels-Kinder im Führerbunker und praktizierte hoch angesehen bis zu seinem Tod in Freudenstadt. Der Zahnarzt Lothar Fendler war ein SS-Sturmbannführer, der im Sonderkommando 4b der Einsatzgruppe C am Mord an den Juden in der besetzten Ukraine beteiligt war. Fendler wurde 1948 im Einsatzgruppen-Prozess zu zehn Jahren Haft verurteilt, jedoch bereits 1951 freigelassen. Die Stimmung beim Prozess und auch in der deutschen Öffentlichkeit während des ersten Auschwitzprozesses 1963 bis 1965 wird deutlich durch die Tatsache, dass einige Polizisten salutierten, als die angeklagten ehemaligen SS-Angehörigen den Gerichtssaal verließen.
Im KZ Flossenbürg wurde die Zahnstation 1939 eingerichtet. Mit SS-Obersturmführer Gustav Ochsenbrügge (1939–1940), SS-Hauptsturmführer Heinrich Pütz (1940–1941 und 1943–1944), SS-Obersturmführer Heinrich Jäger (1941), SS-Hauptsturmführer Martin Hellinger (1941–1943) und SS-Hauptsturmführer Walter Bremmer (1944–1945) lassen sich fünf SS-Zahnärzte nachweisen, die dort eine durchschnittliche Einsatzzeit zwischen einem und zwei Jahren hatten.

### Zahnärztliche Hochschullehrer, die Mitglieder der SS waren
Nachfolgend sind Zahnärzte, die als Hochschullehrer während des 3. Reichs Mitglieder der Schutzstaffel (SS) waren und in jener Zeit oder in den angrenzenden Epochen (Weimarer Republik, Nachkriegsdeutschland) fachlich, politisch oder standespolitisch engagiert waren, aufgeführt. Die SS war das wichtigste Terror- und Unterdrückungsorgan im NS-Staat. Die SS war maßgeblich an der Planung und Durchführung von Kriegsverbrechen und von Verbrechen gegen die Menschlichkeit, wie dem Holocaust, beteiligt. Teilweise waren die aufgeführten zahnärztlichen Hochschullehrer auch Mitglieder der SA, der Sturmabteilung, der paramilitärischen Kampforganisation der NSDAP während der Weimarer Republik, die als Ordnertruppe eine entscheidende Rolle beim Aufstieg der Nationalsozialisten spielte. Teilweise waren sie auch Parteimitglied der NSDAP.
- Friedrich E. J. Brammer (SS, SA, NSDAP)
- Fritz Brosch (SS, SA)
- Hans Ludwig Rudolf Brückl (SS, SA)
- Fritz Faber (SS, SA)
- Heinrich Fabian (SS, SA, NSDAP)
- Hans Fliege (SS, SA, NSDAP)
- Carl Fritsch (SS, SA)
- Carlos Fernando Geyer (SS, SA)
- Richard Grohs (SS, SA)
- Wilhelm Gröschel (SS, SA)
- Werner Gustav Emmo Hahn (SS, SA)
- Edwin Gerhard Hauberisser (SS, SA, NSDAP)
- Karl Johann Wilhelm Hauenstein (SS, SA)
- Hans W. Herrmann (SS, SA)
- Adolf Flamin Klughardt (SS, SA)
- Fritz Josef August Lejeune (SS, SA)
- Rudolf Müller (SS, SA)
- Hans Pflüger (SS, SA)
- Joachim Friedrich von Reckow (SS, SA, NSDAP)
- Johannes Albert Reinmöller (SS, SA, NSDAP)
- Wolfgang Rosenthal (SS, SA)
- Curt Fridolin Oskar Scheidt (SS, SA)
- Hans Schlampp[102] (SS, SA, NSDAP)
- Gerhard Steinhardt (SS, SA)
- Eugen Viktor Wannenmacher (SS, SA)

### NS-Zahnärzte, die zum Tode verurteilt wurden
Nachfolgende Zahnärzte beziehungsweise Dentisten wurden für ihre (Kriegs-)Verbrechen während des Dritten Reichs zum Tode verurteilt. Die meisten Urteile wurden in den Jahren 1946 bis 1948 von den verschiedenen alliierten Gerichten gefällt.
- Kurt aus dem Bruch – Französischer Gerichtshof
- Fritz Geiler – Französischer Gerichtshof
- Otto Hellmuth – Amerikanischer Gerichtshof
- Wilhelm Henkel – Amerikanischer Gerichtshof
- Walter Höhler – Amerikanischer Gerichtshof
- Elisabeth Johst – Sowjetisches Militärgericht
- Fritz Lorenz – Sowjetisches Militärgericht
- Ferdinand Benjamin Poupet – Französischer Gerichtshof
- Elimar Precht – Französischer Gerichtshof
- Werner Rohde – Britischer Gerichtshof
- Willy Rost – Französischer Gerichtshof
- Kurt Schäfer – Französischer Gerichtshof
- Walter Sonntag – Britischer Gerichtshof
- Ernst Weinmann – Militärgericht Belgrad
- Hermann Wenzel – Französischer Gerichtshof

### Zahngold-Verwertung

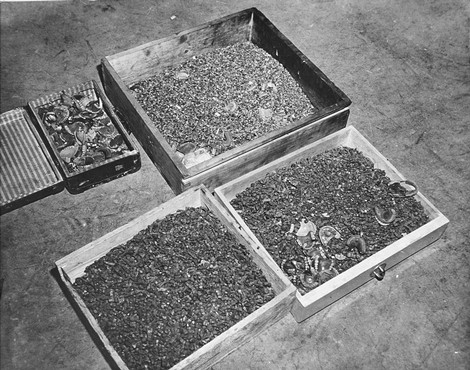
Goldzähne von Häftlingen, KZ Buchenwald nach der Befreiung, Mai 1945

Sonderkommandos in den Konzentrationslagern wurden dazu gezwungen, die Ermordung der Deportierten vorzubereiten, sie auszuplündern und ihre Leichen anschließend in den Krematorien zu verbrennen. Die „Verwertung“ bestand unter anderem darin, dass sie den Opfern, teilweise auch schon vor ihrer Ermordung, die Goldzähne ausreißen mussten. Die Lagerzahnärzte machten sich dabei nicht die Hände schmutzig und teilten hierfür zusammengetriebene Häftlingszahnärzte, vorwiegend aus dem osteuropäisch-slawischen Raum ein, die „Einäscherungsdentisten“ genannt wurden. Im Vernichtungslager Treblinka hielten auf dem Weg von den Gaskammern zu den Gruben, in die die Leichen geworfen wurden, die Träger beim bereitstehenden „Dentistenkommando“, dessen Angehörige die Kiefer der Toten aufbrachen und die Mundhöhle sowie andere Körperöffnungen nach Kunst-, insbesondere Goldzähnen sowie versteckten Wertgegenständen durchsuchten und Kunstzähne mit Beißzangen entfernten. Die so gezogenen Zähne mussten die Häftlinge reinigen und an die Lagerleitung abliefern. Georg Coldewey, Lagerzahnarzt im KZ Buchenwald, zeichnete sich dadurch aus, dass er Zahnextraktionen von Goldzähnen an lebenden KZ-Häftlingen ohne Anästhesie vornahm. Eine französische Studie spricht von 17 Tonnen Zahngold. Sie beruht auf der Zeugenaussage vor dem internationalen Militärgericht in Nürnberg von Sigismond Bendel, einem deportierten französischen Arzt, der einem Sonderkommando in Auschwitz entkam, und auf seiner Aussage vor dem englischen Militärgericht in Hamburg (Nr. 11953): „Die nationalsozialistische Regierung hat erklärt, sie interessiere sich nicht für Gold, dennoch ist es ihr gelungen, 17 Tonnen aus den Zähnen von vier Millionen Leichen zu gewinnen.“ Hermann Pook, ehemaliger Chefzahnarzt im SS-Führungshauptamt, fand in der Anweisung, den toten Häftlingen die Goldzähne zu entfernen und abzuliefern, nichts Anstößiges. Es seien doch bis dahin jährlich etwa vier Millionen Mark dadurch verloren gegangen, dass man den Toten das Gold beließ. SS-Hauptsturmführer Bruno Melmer leitete beim SS-Hauptamt, Abt. A II, die so genannte Amtskasse und war für Wertsachen- und Gold-Transfers aus den NS-Konzentrations- und Vernichtungslagern, dem nach ihm benannten Melmer-Gold, auf ein Konto der SS bei der Reichsbank zuständig. Er war an der Schnittstelle zwischen Ermordung und Verwertung der letzten Goldüberbleibsel der Opfer tätig. 1940 verfasste der Zahnarzt Wiktor Scholz seine Dissertation mit dem Titel: Über die Möglichkeiten der Verwertung des Goldes im Mund der Toten. Seine Arbeit, unter Doktorvater Hermann Euler (1878–1961) angefertigt, wurde mit Prädikat benotet. Von 1949 bis 2006 wurden von der Deutschen Gesellschaft für Zahn-, Mund- und Kieferheilkunde (DGZMK) mit der Hermann-Euler-Medaille – in Erinnerung an seine seit 1928 dauernde Präsidentschaft in der DGZMK – jährlich besonders verdiente und herausragende Persönlichkeiten geehrt. Wegen Eulers inzwischen nachgewiesener „Mitwirkung bei den nationalsozialistischen Säuberungsaktionen“ an der Universität Breslau – er meldete 16 jüdische Kollegen an deren Verfolger und machte sich damit an ihrer Ermordung mitschuldig – wird diese Auszeichnung seit 2007 nicht mehr mit seinem Namen unterlegt und heißt seitdem DGZMK Ehrenmedaille. Auch die ehemalige Hermann-Euler-Gesellschaft, eine Vereinigung für zahnärztliche Fortbildung, änderte ihren Namen in Zahnärztliche Fortbildungsgesellschaft Bochum/Recklinghausen/Dortmund.

### Führerschule der Deutschen Ärzteschaft
Eugen Wannenmacher (1897–1974), Herausgeber einer Festschrift zum 60. Geburtstag von Hermann Euler (1938), nach dem Zweiten Weltkrieg langjähriger Chefredakteur der Zeitschrift Das Deutsche Zahnärzteblatt, seit 1971 Ehrenmitglied der DGZMK und von 1955 bis 1966 Direktor der Universitätsklinik für Zahn-, Mund- und Kieferkrankheiten der Westfälischen Wilhelms-Universität Münster, war SS-Sturmbannführer, Dozent der Führerschule der Deutschen Ärzteschaft, einer Einrichtung des Nationalsozialistischen Deutschen Ärztebundes (NSDÄB) im Dorf Alt Rehse bei Neubrandenburg. Der NSDÄB war neben SA und SS die dritte Kampforganisation der NSDAP. Der doppelapprobierte Bernhard Hörmann war 1929 Gründungsmitglied des NSDÄB und von 1929 bis 1931 deren Geschäftsführer. 1932 wurde er erster Leiter der Abteilung Volksgesundheit in der Reichsleitung der NSDAP. Nach der Reichstagswahl März 1933 wurde er als Abgeordneter der NSDAP in den Reichstag gewählt. Er wurde außerdem 1933 Reichskommissar im Reichsministerium des Innern für das gesamte Heilwesen.
Angehöriger der Dienststelle Reichsarzt SS und im Wissenschaftlichen Beirat des Generalkommissars für das Sanitäts- und Gesundheitswesen, Generalleutnant der Waffen-SS, Karl Brandt. Weitere zahnärztliche Dozenten der „Ärzteführerschule“ waren Hermann Euler, Hermann Mathis und Ernst Stuck (1893–1974), der „Reichszahnärzteführer“, Leiter der Kassenzahnärztlichen Vereinigung Deutschland (KZVD) und federführend an der Gründung der Deutschen Gesellschaft für Zahn-, Mund- und Kieferheilkunde (DGfZ) beteiligt. Hauptschulungsthemen waren Genetik, Eugenik und Rassenkunde, NS-Politik und Propaganda sowie „Juden- und Freimaurerproblematik“. Etwa 10.000 Heilberuflern wurden innerhalb von 8 Jahren Grundlagen der nationalsozialistischen Gesundheitspolitik vermittelt, um sie zu „Führern der Erhaltung, Vermehrung und Leistungssteigerung des deutschen Menschen“ auszubilden.
Am Anfang des Krieges appellierte Stuck an die Zahnärzte und ihren Patriotismus: „Es gibt keinen unter uns, der nicht bereit ist, dem Führer mit unerschütterlichem Vertrauen und blindem Gehorsam zu folgen, gleich, was geschehen kann! … Egal, wo sich der deutsche Zahnarzt befindet … wird er alles tun, um dem Führer zu helfen, den Sieg zu erlangen. Opfer und allerlei Entbehrungen sind unvermeidbar. Sie werden natürlich angenommen wie eine zu erfüllende Pflicht.“ Ernst Weinmann („Henker von Belgrad“) war SS-Obersturmbannführer. Hugo Blaschke war SS-Führer zur Zeit des Nationalsozialismus und brachte es bis zum Brigadeführer und Generalmajor der Waffen-SS. Er war Leibzahnarzt Adolf Hitlers und während des Zweiten Weltkrieges „Oberster Zahnarzt“ beim Reichsarzt SS Ernst-Robert Grawitz, im Rang eines SS-Brigadeführers. Zudem wurde er ebenfalls 1944 Generalmajor der Waffen-SS. Nach seiner dreijährigen Haft eröffnete Blaschke in Nürnberg wieder eine eigene Praxis, wobei er den von Hitler verliehenen Doktor- und Professorentitel weiterhin führte. Ohne seine eigene Verantwortung in der SS je kritisch hinterfragt zu haben, starb er 1960 als angesehenes Mitglied der Gesellschaft.

### Nationalsozialistische Schulzahnpflege
Auch die Schulzahnpflege hat „unter Beweis gestellt, dass sie von jeher der Weltanschauung des Nationalsozialismus in den Fragen der Gesundheitsführung entsprochen hat“. Speziell wird hier Bezug genommen auf Wilhelm Kessler (1898–1987), Obersturmbannführer in der Dienststelle Reichsarzt SS, der 1937 u. a. ausführte: „… Ein deutscher Junge, ein deutsches Mädel muss einen sauberen, frischen Mund und saubere Zähne haben! Wenn sie lachen, wenn sie sprechen und wenn sie singen, müssen die frischen, sauberen und gesunden Zähne jeden, der sie sieht, erfreuen. Unser Führer Adolf Hitler will eine gesunde Jugend und ein gesundes Volk. Wir wollen ihm dabei helfen. Sein Wille soll unser Wille sein.“ Und: „Der Reichsärzteführer gründete im Hauptamt für Volksgesundheit eine Abteilung ‚Zusätzliche Schulzahnpflege‘. Die Jugend in den Notstandsgebieten des Reiches soll hierdurch zahnärztlich auf Grund amtlicher Richtlinien betreut werden. Träger dieser Jugendzahnpflege ist die NSDAP. … Überall im Dritten Reich wird gekämpft für die Gesundheit unseres Volkes. Hier in vorderster Linie zu stehen, ist die schönste und befriedigendste Aufgabe auch für den deutschen Zahnarzt. Er setzt sich voll und ganz ein, um so seinem Führer Adolf Hitler zu danken und ihm beim Aufbau des Dritten Reiches der Deutschen tatkräftig mitzuhelfen!“

### Späte Aufarbeitung
Nach dem Ende des Krieges und der NS-Herrschaft wurde der Verfolgten und Ermordeten in Gedenkveranstaltungen zahnärztlicher Körperschaften gedacht, so in der Kassenzahnärztlichen Vereinigung Berlin oder der Kassenzahnärztlichen Vereinigung Bayerns. In Bayern – wo auch Gedenkstätten errichtet wurden – ehrten die Vereine unter anderem den Münchner Zahnarzt und Sanitätsrat Fritz Baron, dessen Tochter Charlotte Stein-Pick Ehefrau des aus Sulzbach-Rosenberg stammenden Zahnarztes Herbert Stein war, des letzten praktizierenden jüdischen Zahnarztes in München.

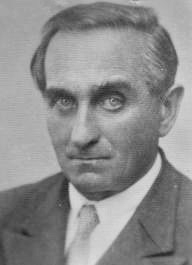
Alfred Kantorowicz 1935

Ein Großteil der Opfer ist in einer Namensliste abrufbar, beispielsweise Curt Bejach (Stadtarzt in Berlin-Kreuzberg), Konrad Cohn (Schulzahnarzt in Berlin und Lehrbeauftragter an der Universität Berlin), Engelhard Decker (Vorwurf des Verstoßes gegen den § 175 – Tod im Polizeigefängnis am 30. März 1941), Ewald Fabian (1885–1944 Schriftführer des Vereins sozialistischer Ärzte), Helmut Himpel (Prominenten-Zahnarzt in Berlin und aktiv in der Roten Kapelle), Alfred Kantorowicz (1918–1933 Ordinarius in Bonn und Begründer des „Bonner Systems“ der Schulzahnpflege), Hans Mamlok (Leiter des Zahnärztlichen Fortbildungsinstituts und Schriftleiter des Korrespondenzblattes für Zahnärzte), Hans Moral (Professor an der Universität Rostock und Pionier der Lokalanästhesie in der Zahnheilkunde), Curt Proskauer (Leiter des Instituts für die Geschichte der Zahnheilkunde in Berlin), Paul Rentsch (Mitglied der Widerstandsgruppe Europäische Union), Wolfgang Rosenthal (Leiter der chirurgischen Abteilung der Zahnärztlichen Universitätsklinik Hamburg), Hans Türkheim (Leiter der Prothetischen Abteilung der Universitätsklinik Hamburg).
Im Jahr 1973 veröffentlichte Walter Hoffmann-Axthelm sein zweiteiliges Buch Die Geschichte der Zahnheilkunde, das als Standardwerk gilt. Das Zeitalter des Nationalsozialismus wird darin nicht erwähnt (auch in der 1985 erschienenen Neuauflage nicht). In seinen Nachkriegs-Beiträgen in den Zahnärztlichen Mitteilungen (ZM) und in seiner Autobiografie fehlt es an Klartext bezüglich der Zeit des Nationalsozialismus. Die systematische Erforschung der im Nationalsozialismus begangenen Medizinverbrechen setzte erst gegen Ende des 20. Jahrhunderts ein. Zunächst fühlten sich die Schüler ihren Lehrern oder Vorbildern verpflichtet – ein Verschweigen, das auch den Bedürfnissen der bundesdeutschen Nachkriegsgesellschaft entsprach. Während sich einige NS-Ärzte bei Kriegsende durch Suizid ihrer Verantwortung entzogen und nur wenige durch alliierte Gerichte verurteilt wurden, gelang es erstaunlich vielen, die Nachkriegszeit glimpflich zu überstehen, in Entnazifizierungsverfahren als Mitläufer entlastet zu werden und in ihrem alten Beruf weiter zu arbeiten. Als Grund, dass die Entnazifizierung nach dem Krieg nicht rigide und konsequent durchgeführt wurde, musste herhalten, dass in diesem Fall ein ordnungsgemäßer Lehrbetrieb nicht sichergestellt gewesen wäre und zudem die gesundheitliche Versorgung der Bevölkerung (Infektionsschutz etc.) und damit auch die Gesundheit der Besatzer höchste Priorität gehabt habe. Zudem stellten sich viele der Betroffenen gegenseitig sogenannte „Persilscheine“ aus. In den Reihen der Standesvertreter der Nachkriegsjahrzehnte waren auch nicht wenige Personen, die ihre eigene belastete Vergangenheit beziehungsweise diejenige ihrer belasteten Vorfahren gerne verbargen, weswegen die Aufarbeitung der NS-Vergangenheit lange Zeit nicht erfolgte. Eine ganze Reihe von historischen Unterlagen, die zunächst bei der Bundeszahnärztekammer unter Verschluss gelagert waren, waren „auf unerklärliche Weise“ insbesondere nach ihrem Umzug von Köln nach Berlin im Jahr 2001 nicht mehr auffindbar.
Der Antisemitismusbeauftragte der Bundesregierung, Felix Klein, plädiert seit 2020 dafür, die Approbationsordnung dahingehend zu ändern, dass die Verbrechen von Berufskollegen in der NS-Zeit in das Ausbildungscurriculum aufgenommen werden, da sie vielen angehenden Ärzten und Zahnärzten unbekannt seien.
Im Rahmen des gemeinsamen Forschungsprojektes „Zahnmedizin und Zahnärzte im Nationalsozialismus“ von Kassenzahnärztlicher Bundesvereinigung (KZBV), Bundeszahnärztekammer (BZÄK) und der Deutschen Gesellschaft für Zahn-, Mund- und Kieferheilkunde (DGZMK) in Kooperation mit dem Institut für Geschichte, Theorie und Ethik der Medizin der RWTH Aachen und der Heinrich-Heine-Universität Düsseldorf wurde seit September 2016 die Rolle der Zahnheilkunde im NS-Regime systematisch aufgearbeitet. Die Ergebnisse wurden am 28. November 2019 der Öffentlichkeit vorgestellt.

## Entwicklung auf dem Gebiet der Bundesrepublik Deutschland ab 1945
Nach Ende des Zweiten Weltkriegs machten sich amerikanische Einflüsse in Europa auch in der Zahnmedizin bemerkbar. Das Bild der amerikanischen Zahnmedizin hatte sich seit dem Gies-Report von 1926 verändert. In den 1940er Jahren wähnte sich die amerikanische Zahnmedizin weltweit an der Spitze, wie es in einer Anhörung zu einem Antrag auf Einrichtung eines nationalen zahnmedizinischen Forschungszentrums formuliert wird (“American dentistry is second to none in the world”). An dieser Selbsteinschätzung hatte die Forschung über Fluoridanwendung zur Kariesprophylaxe maßgeblichen Anteil. Demgegenüber führte die offensichtliche amerikanische Geringschätzung der europäischen Kollegen unter diesen zu regelrechten Minderwertigkeitskomplexen, die noch lange nachwirkten – auch in Deutschland.

### Neubeginn mit Hilfe der Besatzungsmächte

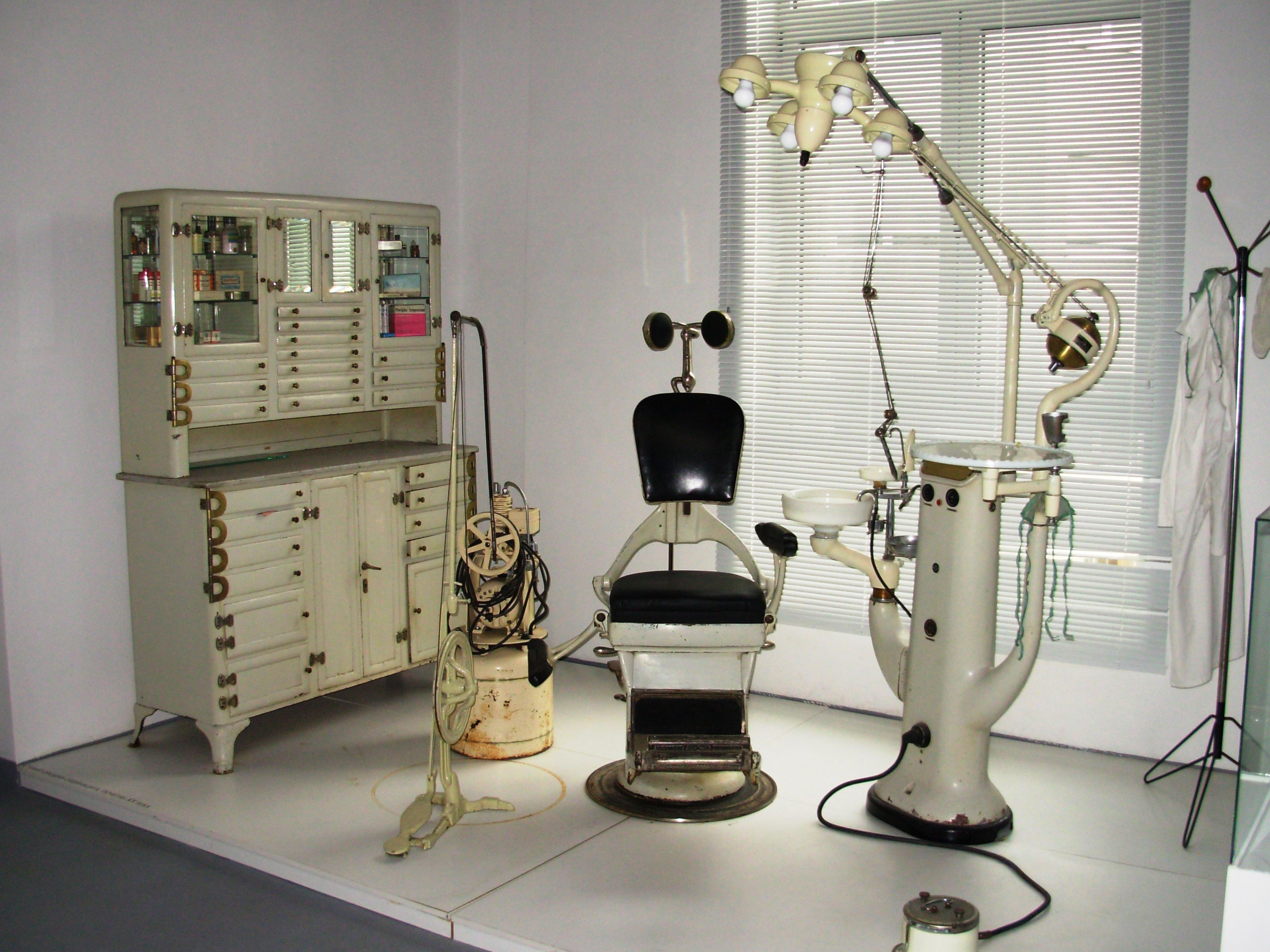
Zahnärztliches Behandlungszimmer 1950

Bei Kriegsende war die deutsche Zahnmedizin aus Sicht der Amerikaner in einem erbärmlichen Zustand: „Die Präsenz von Zahnärzten im Militär war weit entfernt von dem Potential, das in den USA mobilisiert worden war; die zahnärztliche Ausbildung, wie auch immer sie vor dem Krieg gewesen sein mag, war gnadenlos den Kriegszielen geopfert worden; zahnmedizinische Techniken, manchmal aus Improvisation und Verknappung geboren, beginnen nicht einmal dem amerikanischen Standard zu entsprechen; das Wissen über Prävention und Kontrolle von Zahnerkrankungen hat nicht einmal den Stand, den die USA vor zehn Jahren oder mehr erreicht hatten. Folglich ist die Zahnärzteschaft in Deutschland konfrontiert mit einem enormen Bedarf an Rehabilitation und Wiederaufbau, der mindestens eine Generation beschäftigen wird“ – so das Fazit in einem Editorial von 1946, das begleitet wird von einem ausführlichen Bericht über die Zahnmedizin im vom Krieg gezeichneten Deutschland. Dieser Bericht erwähnt auch, dass Direktoren zahnmedizinischer Universitätsinstitute in Deutschland fast nichts von den amerikanischen Fluorforschungen mitbekommen hatten. Die Isolation wurde verschärft, als 1947 die FDI (Fédération Dentaire Internationale) Deutschland (und Japan) aus der Liste der Mitglieder strich. Am 17. Juni 1948 gründete sich die Zahnärztliche Gesellschaft an der Universität Berlin. Zu ihrem Vorstand gehörten Georg Axhausen (1. Vorsitzender), Walter Drum (stellvertr. Vorsitzender) und Hans Joachim Schmidt (* 1912; dann Oberarzt der zahnärztlichen Klinik, Schriftwart). Ziel der Gesellschaft war es, unter Ausschaltung wirtschaftlicher und standespolitischer Ziele ein Forum für die Verbreitung und Diskussion wissenschaftlicher Erkenntnisse zu bilden. Dann brachte „Besuch aus Amerika“ mit Informationen über die amerikanische Fluorforschung Aufbruchstimmung nach Berlin. Es ist angesichts ihrer Vergangenheit (s. o.) bemerkenswert, aber vielleicht ihrem damit erarbeiteten Organisationstalent geschuldet, dass die Zahnärzte Kessler, Schmidt, Euler und Wannenmacher bald auch als führende Mitglieder der Deutschen Fluorkommission auftraten, die 1950 im Deutschen Ausschuss für Jugendzahnpflege (DAJ) gegründet wurde. Als korrespondierende Mitglieder sind u. a. die früheren NSDAP-Mitglieder Hans Heuser (auch SA, NS Dozenten- und Lehrerbund) und Friedrich Proell aufgeführt. Die Fluoridierungspropaganda der Amerikaner bot den deutschen Zahnärzten die Gelegenheit, sich aus der Isolierung zu befreien und international „wissenschaftlichen Anschluss“ zu finden. Schon 1952 stimmte die FDI einer Wiederaufnahme Deutschlands zu und BDZ-Präsident Erich Müller versprach für die deutsche Zahnmedizin eine rückhaltlose Kooperation. Voller Enthusiasmus verkündete ein Jahr später Walter Drum, Begründer des zahnärztlichen Fachverlags Quintessenz und Entwickler der nach ihm benannten Drum-Schiene, den Sieg über die Zahnkaries durch Fluor.

### Verbandsgründungen

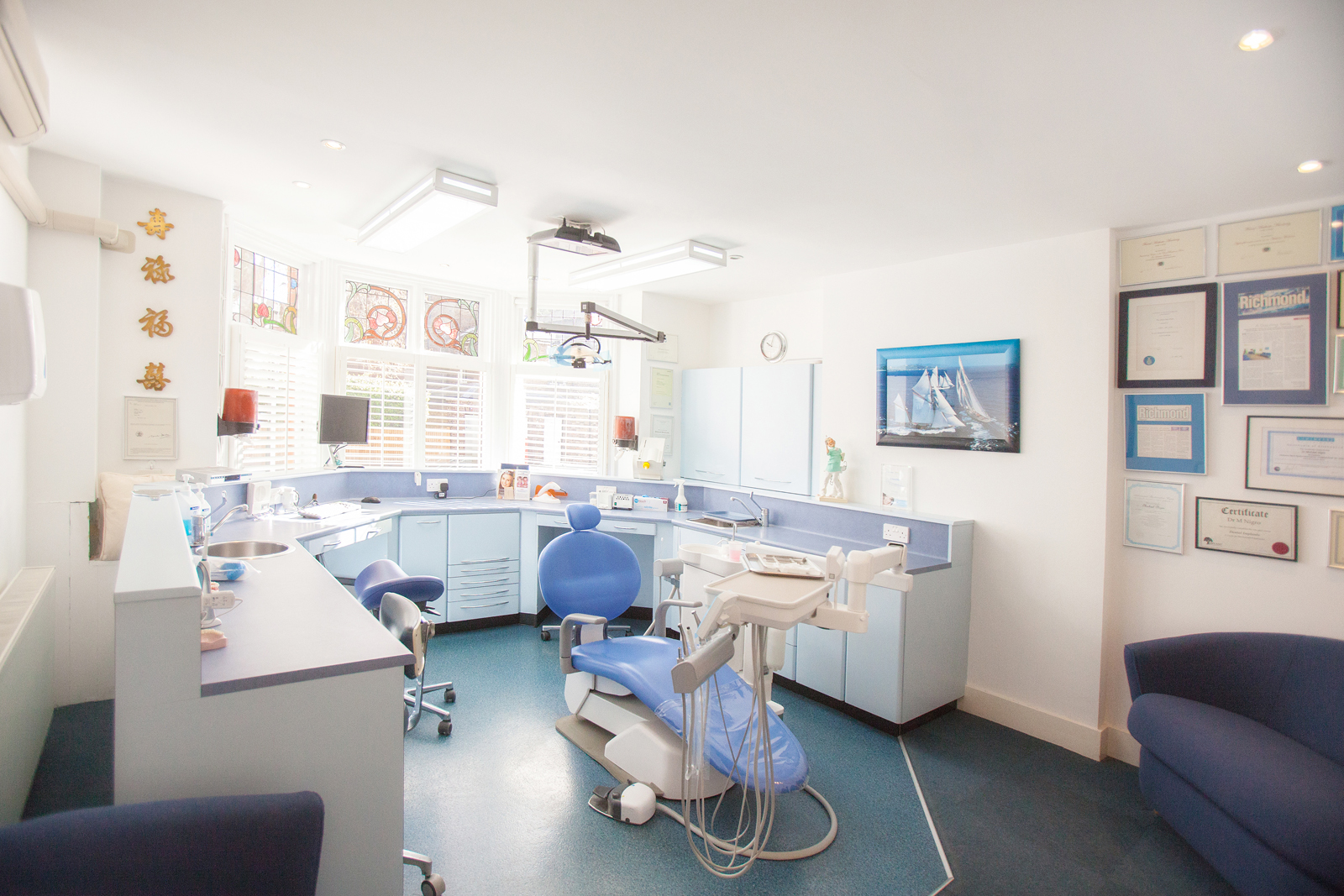
Zahnärztliches Behandlungszimmer 2014

In den Jahren 1949 bis 1952 wurden neue Approbationsordnungen für Zahnärzte diskutiert, die den Dualismus (Zahnärzte vs. Dentisten) beseitigen sollten und zur Auflösung der Berufsgruppe der Dentisten führte. Im Bundesgesetzblatt I Nr. 15 wurde am 31. März 1952 das Gesetz über die Ausübung der Zahnheilkunde veröffentlicht, das am 1. April 1952 in Kraft getreten ist. Neben der Beseitigung des Dualismus nahm das Gesetz erstmals die Zahnärzte aus der Gewerbeordnung heraus (§ 1 betont: Die Ausübung der Zahnheilkunde ist kein Gewerbe) und stellte sie damit „endlich den Ärzten, Tierärzten und Apothekern“ gleich. An der Abschaffung der nichtuniversitären Ausbildung zum Dentisten (1952) und dem Zusammenschluss des Verbands Deutscher Dentisten mit dem VDZB zum Bundesverband der Deutschen Zahnärzte (BDZ) am 27. März 1953 in Rothenburg ob der Tauber war Erich Müller maßgeblich beteiligt. Mit der Übernahme des Vorstandsvorsitzes der 1954 begründeten Kassenzahnärztlichen Bundesvereinigung wurde Erich Müller zum Wegbereiter des Kassenzahnarztrechts und der zahnärztlichen Selbstverwaltung. Ab 1990 wurde der Verband Bundeszahnärztekammer genannt. Seit 1993 trägt die Kammer den Namen Bundeszahnärztekammer, Arbeitsgemeinschaft der deutschen Zahnärztekammern e. V. (BZÄK), und ist die Berufsvertretung aller Zahnärzte in Deutschland. Mitglieder der Bundeszahnärztekammer sind die Zahnärztekammern der Bundesländer. Die Bundeszahnärztekammer ist rechtlich keine Kammer oder Körperschaft des öffentlichen Rechts, sondern ein eingetragener Verein. Die Zahnärztekammern sind die zahnärztliche Selbstverwaltung der Zahnärzte und als Körperschaft des öffentlichen Rechts organisiert. Sie sind Berufsständische Körperschaften und nehmen die ihnen auf der Grundlage landesrechtlicher Heilberufe-Kammergesetze übertragenen Aufgaben eigenverantwortlich wahr. Das jeweils zuständige Landesministerium übt die Rechtsaufsicht (jedoch nicht die Fachaufsicht) aus. Die Mitgliedschaft ist für alle Zahnärzte in Deutschland verpflichtend.

### Kassenzahnärztliche Vereinigungen
1955 wurde das System der Kassenärztlichen Vereinigungen (KV) mit der Schaffung des Kassenarztrechtes als Bestandteil der Reichsversicherungsordnung bestätigt. Ärzte und Zahnärzte erhielten mit den Kassenärztlichen Vereinigungen beziehungsweise Kassenzahnärztlichen Vereinigungen (KZVen) das Monopol auf die ambulante Versorgung gesetzlich Versicherter und verzichteten dafür auf ihr Streikrecht. Die KZVen wurden zu Körperschaften des öffentlichen Rechts und bekamen den Sicherstellungsauftrag, mit dem eine flächendeckende, ortsnahe zahnärztliche Versorgung der Bevölkerung gewährleistet sein muss. In jedem Bundesland besteht jeweils eine KZV (in Nordrhein-Westfalen zwei). Die 17 Landes-KZVen sind in der Kassenzahnärztlichen Bundesvereinigung (KZBV) zusammengeschlossen, die im Gegensatz zur Bundeszahnärztekammer ebenfalls eine Körperschaft des öffentlichen Rechts ist.
Im selben Jahr wurde auch die Notgemeinschaft Deutscher Zahnärzte gegründet, die sich für eine adäquate Honorierung der Zahnärzteschaft einsetzte. Aus der Notgemeinschaft ging 1957 der Freie Verband Deutscher Zahnärzte (FVDZ) hervor, als dessen Gründungsvater Wolfgang Mzyk (1923–2015) gilt. Der FVDZ setzte sich dafür ein, dass alle Zahnärzte das Recht auf Zulassung als Vertragszahnarzt erhalten und an der Versorgung der gesetzlich Krankenversicherten teilnehmen dürfen. Nach der Wiedervereinigung Deutschlands im Jahr 1990 vereinbarte der FVDZ eine Kooperation mit dem neu gegründeten ostdeutschen Unabhängigen Deutschen Zahnärzteverband (UDZ). Im selben Jahr schlossen sich beide Verbände zusammen. In der Folgezeit wurden zahlreiche weitere bundesweite Berufsverbände gegründet, teilweise sind Berufsverbände nur regional tätig.

### Weiterbildung
Durch eine mindestens vierjährige Weiterbildung können seit 1935 die Gebietsbezeichnungen Fachzahnarzt für Kieferorthopädie, seit 1975 Fachzahnarzt für Oralchirurgie oder Zahnarzt für öffentliches Gesundheitswesen sowie ab 1983 im Kammerbereich Westfalen-Lippe der Fachzahnarzt für Parodontologie und seit 2008 der Fachzahnarzt für Allgemeine Zahn-, Mund- und Kieferheilkunde im Geltungsbereich der Landeszahnärztekammer erworben werden.
Der Begriff Numerus clausus in Bezug auf Höchstzulassungszahlen war bereits vor dem Zweiten Weltkrieg in Gebrauch und wurde damals auch für Höchstzahlen für weibliche oder jüdische Studenten verwendet. Ab 1965 erfolgten die ersten Zulassungsbeschränkungen für den Studiengang Zahnmedizin.

### Zahnverlust als Krankheit
Ein Urteil des Bundessozialgerichts von 1974 bewertete den Zahnverlust als Krankheit im sozialrechtlichen Sinne. Den Zahnärzten und Krankenkassen wurde auferlegt, die Versorgung mit Kronen und Brücken als zahnärztliche/zahntechnische Leistungen in die gesetzliche Krankenversicherung aufzunehmen. Ab 1. Januar 1975 erhielten gesetzlich Krankenversicherte erstmals Zahnersatz im Rahmen der kassenzahnärztlichen Versorgung. Die Kosten für Zahnersatz wurden vollständig von den Krankenkassen übernommen. 1988 wurde das Kassenarztrecht mit der Einführung des Fünften Buches Sozialgesetzbuch (SGB V) neu gestaltet. Das SGB V löste die bisherigen Bestimmungen der Reichsversicherungsordnung (RVO) ab. Seitdem wurde die Zahnheilkunde immer weiter in das SGB V eingebunden und reglementiert und der Zuschuss der Krankenkassen kontinuierlich durch zahlreiche Gesundheitsreformen gesenkt. Ziel war regelmäßig die Eindämmung der Kostenentwicklung in der Gesetzlichen Krankenversicherung durch die Stabilisierung des Beitragssatzes und damit auch der Lohnnebenkosten, durch Einschränkungen oder Ausgrenzungen von Leistungen, Erhöhung von Zuzahlungen durch den Patienten oder durch die Begrenzung der Vergütungen der Zahnärzte. Seit 2005 erstatten Krankenkassen befundorientierte Festzuschüsse für Zahnersatz-Grundversorgungen.

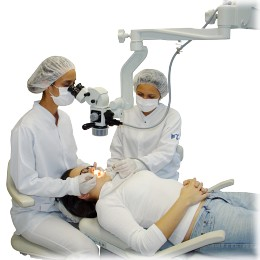
Zahnarzt am Behandlungsmikroskop

Sukzessive fand in Deutschland die EDV Einzug in die Zahnarztpraxen, beschleunigt durch das Inkrafttreten der amtlichen, privaten Gebührenordnung für Zahnärzte (GOZ) auf der Grundlage des § 15 Zahnheilkundegesetz (ZHG) zum 1. Januar 1988, die die Bundesgebührenordnung Zahnärzte (Bugo-Z) des Jahres 1965 ablöste. Dieser ging ihrerseits die Preußische Gebührenordnung (Preugo) vom 1. September 1924 voraus. Während die Preugo unterschiedliche Gebührenspannen vorsah, beispielsweise vom einfachen bis zum zwanzigfachen Satz bei der Beratungsleistung, vom einfachen bis zum zehnfachen Satz bei der Zahnextraktion und vom einfachen bis achtfachen Satz für die Anfertigung einer Stiftkrone, sah die Bugo-Z eine einheitliche Spanne vom einfachen bis sechsfachen Satz und die GOZ eine solche vom einfachen bis dreieinhalbfachen Satz vor. In der DDR galt die Preugo bis zu ihrem Ende 1990. Die GOZ 1988 verkomplizierte die Rechnungsstellung so tiefgreifend, dass eine zahnärztliche Abrechnung ohne Praxisverwaltungssoftware kaum mehr möglich war. Die GOZ wurde 2012 novelliert.
Sowohl die Zulassung als auch die Ermächtigung oder die Tätigkeit als angestellter Zahnarzt endeten ab 1992 gemäß § 95 Abs. 7 u. 9 SGB V mit der Vollendung des 68. Lebensjahres des Zahnarztes. Durch das Gesetz zur Weiterentwicklung der Organisationsstrukturen (GKV-OrgWG) wurde zum 1. Januar 2009 die gesetzliche 68er-Altersgrenze für Vertrags(zahn)ärzte abgeschafft. Eine Aufweichung dieser Altersgrenze für Vertragsärzte fand bereits mit dem zum 1. Januar 2007 in Kraft getretenen Vertragsarztrechtsänderungsgesetz (VÄndG) für unterversorgte Planungsbereiche statt.

### Zahnärztinnen
Bis 1910 lag der Frauenanteil unter den Studenten der Zahnmedizin bei 0,4 Prozent, was dem durchschnittlichen Frauenanteil bei allen Studienfächern entsprach. Bis 1970 stieg der Anteil in der BRD auf 17,3 Prozent. Von den rund 70.000 tätigen Zahnärzten im Jahr 2013 waren rund 30.000 weiblich (43 %). 2011 lag der Anteil weiblicher Studierender unter allen Studenten der Zahnmedizin bei etwa 61 Prozent, mit steigender Tendenz.
1999 trat eine Änderung der Approbationsordnung in Kraft, wonach das Abitur keine Voraussetzung mehr für die Zulassung zum Zahnmedizinstudium darstellt. Seitdem wird nur noch eine Hochschulzugangsberechtigung gefordert.

### Bundeswehrzahnärzte

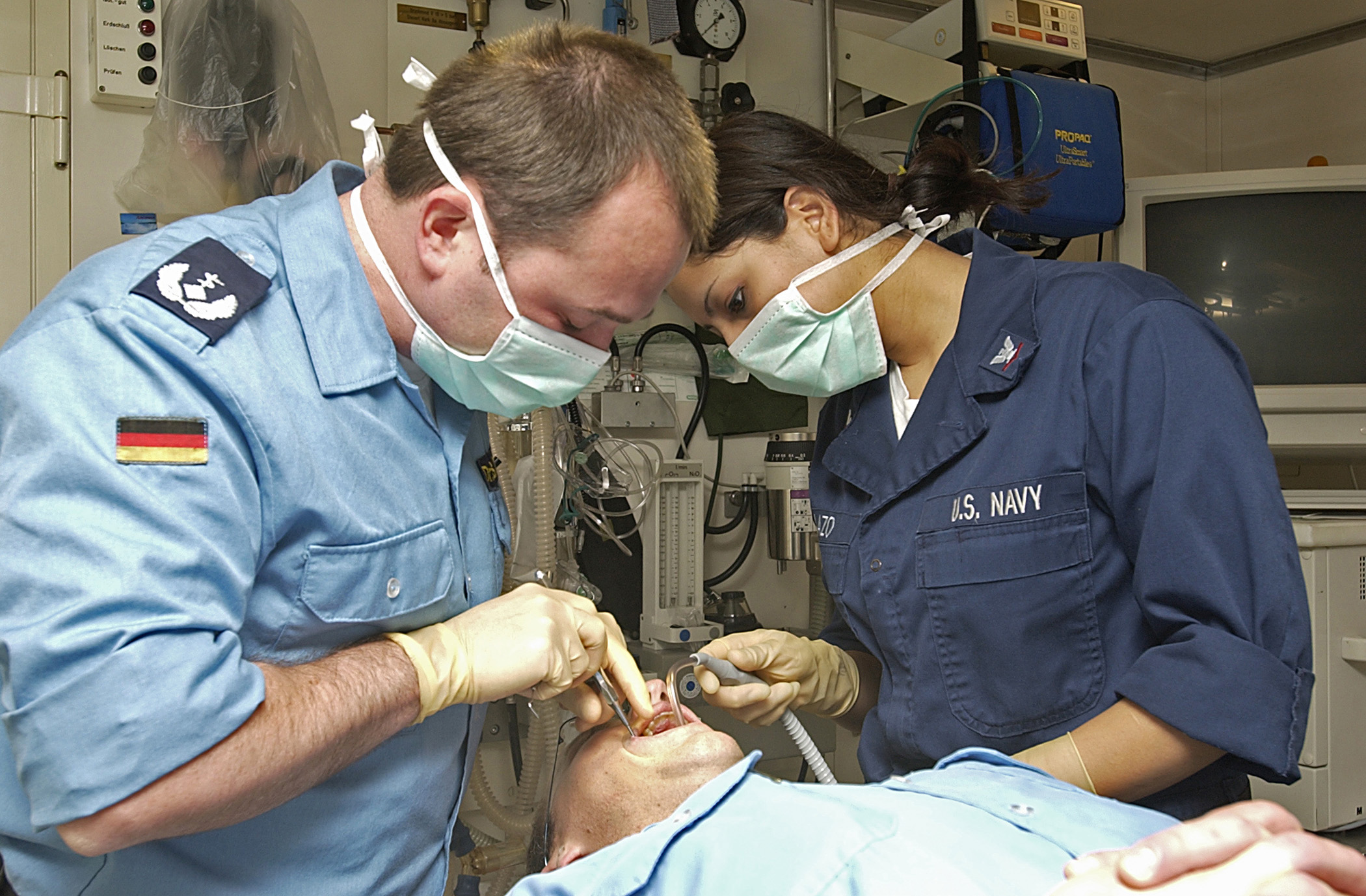
Zahnärztliche Behandlung durch einen Oberstabsarzt der Luftwaffe an Bord der Fregatte Sachsen

Die ersten Ansätze einer spezifisch militärzahnärztlichen Versorgung entstanden gegen Ende des 19. und zu Beginn des 20. Jahrhunderts. Im Ersten Weltkrieg kamen erstmals Zahnärzte im Status oberer Militärbeamter zum Einsatz, deren Strukturen aber insgesamt uneinheitlich waren. Gleiches galt im Zweiten Weltkrieg, wo die Dienststellung und Dienstgrade in den Teilstreitkräften der Wehrmacht insgesamt kein einheitliches Bild mit unklaren Zuständigkeiten ergaben. So waren nur in der Luftwaffe Zahnärzte in das Sanitätsoffizierskorps integriert und den Ärzten gleichgestellt.
Nachdem im Jahr 1957 im Bundesministerium der Verteidigung ein Referat Zahnmedizin gegründet worden war, wurden ab März 1958 die ersten Zahnstationen errichtet. Der damalige „zahnärztliche Dienst“ war in den Teilstreitkräften des Heeres noch nicht einheitlich gegliedert. Inzwischen wurden die Zahnarztgruppen Teileinheiten der Sanitätseinrichtungen des Zentralen Sanitätsdienstes und arbeiteten unter der fachlichen Aufsicht von Kommandozahnärzten, die der Abteilung VI im Sanitätsamt der Bundeswehr (SanABw) unter der Leitung des Inspizienten Zahnmedizin unterstanden. Zahnärztliche Behandlungseinheiten wurden fester Bestandteil der Feldlazarette.

Oberstarzt Zahnmedizin (Luftwaffe)
Flottenarzt Zahnmedizin

Das Sanitätsamt der Bundeswehr war neben dem Sanitätsführungskommando die zweite Säule des Zentralen Sanitätsdienstes der Bundeswehr (ZSanDstBw). Es wurde im Zuge der Bundeswehrreform mit Wirksamkeit zum 31. Dezember 2013 aufgelöst. Das Kommando Sanitätsdienst der Bundeswehr (Kdo SanDstBw) ist die dem Bundesministerium der Verteidigung unmittelbar nachgeordnete Höhere Kommandobehörde mit truppen-, fachdienstlicher und fachlicher Führungsverantwortung für den Zentralen Sanitätsdienst der Bundeswehr. Das Kommando ist zugleich Stab des Inspekteurs des Sanitätsdienstes der Bundeswehr. Die Aufstellung erfolgte im Rahmen der Neuausrichtung der Bundeswehr am 1. Oktober 2012 in Koblenz.
Der Inspizient Zahnmedizin der Bundeswehr (InspizZahnMedBw) führt im Auftrag des Inspekteurs des Sanitätsdienstes die Fachaufsicht über den zahnärztlichen Bereich des Sanitätsdienstes der Bundeswehr. Er repräsentiert als ranghöchster Zahnarzt der Bundeswehr seinen Fachbereich und ist für die zahnärztliche Versorgung in der Bundeswehr verantwortlich. Die Funktion des Inspizienten wurde 1965 definiert. Ab der Einführung des Dienstpostens bis März 2015 war der Amtsinhaber im Dienstgrad General- beziehungsweise Admiralarzt. Seitdem wird die Funktion von einem Zahnarzt im Dienstgrad Oberstarzt bzw. Flottenarzt wahrgenommen. In der derzeit gültigen Struktur ist er gleichzeitig der Unterabteilungsleiter III im Kommando Sanitätsdienst der Bundeswehr.
Der Zahnärztliche Dienst wird bei humanitären Einsätzen, wie bei der Erdbebenhilfe beim Erdbeben in der Irpinia 1980 in Italien, eingesetzt. Seit den 1990er-Jahren geht es verstärkt um UN-Missionen, wie Einsätze in Kambodscha 1992 bis 1993. Dort waren rund 150 Sanitätssoldaten neben etwa siebzig deutschen Zivilisten in Phnom Penh eingesetzt. Gleiches gilt für weitere UN-Beteiligungen der Bundeswehr.
Bundesweit versorgen etwa 430 Zahnärzte, unterstützt von mehr als 800 zivilen und militärischen Assistenzkräften und ca. 330 Auszubildenden, in ca. 220 Standorten die Soldaten der Bundeswehr zahnmedizinisch (Stand 2010). Hinzu kommen vier Auslandsstandorte sowie die eingeschifften Zahnärzte auf den Fregatten, Einsatzgruppenversorgern und Tendern der Marine.
Durch eine schwerfällige Bürokratie, politische Fehlentscheidungen und Grabenkämpfe in der Bundeswehr hinkt das Qualitätsniveau dem zivilen Bereich hinterher. Dies wurde aus einer Publikation des letzten Admiralarztes Wolfgang Barth zum 60. Jubiläum der Zahnmedizin in der Bundeswehr deutlich.

## Entwicklung in der DDR

### Überblick
Zahnärzte in der Deutschen Demokratischen Republik trugen die Berufsbezeichnung Stomatologe. Das Studium wurde in der Regel mit einer Diplomarbeit abgeschlossen (Dipl.-Stom. = Diplom-Stomatologe). Dem Studium der Stomatologie konnte zeitweise eine Weiterbildung zum Fachzahnarzt für allgemeine Stomatologie folgen. Darüber hinaus gab es den Fachzahnarzt für Kinderstomatologie, den Fachzahnarzt für orthopädische Stomatologie, den Fachzahnarzt für Sozialhygiene und den Fachzahnarzt für Kieferchirurgie. (Nach der Wiedervereinigung wurden diese Titel wieder abgeschafft, dürfen aber weitergeführt werden.) Der Frauenanteil lag zwischen 1971 und 1988 bei durchschnittlich 50,1 Prozent. Der Spitzenwert von 77,2 Prozent im Jahr 1977 wurde durch Quotierung von staatlicher Seite auf 55,8 Prozent im Jahr 1988 abgesenkt.

### 1949 bis 1990
Mit der Anordnung über die Approbation der Zahnärzte vom 2. März 1949 wurde die Dentistenausbildung abgeschafft und die ausgebildeten Dentisten in den Berufsstand der Zahnärzte überführt. Dentisten mussten Fortbildungskurse belegen, um die zahnärztliche Approbation zu erlangen. Die zunehmende Verstaatlichung der medizin- und zahnmedizinischen Betreuung der Bevölkerung verunsicherte die (noch) niedergelassenen Zahnärzte, die sich zunehmend mit Fluchtgedanken trugen. Dies führte 1960 zu Veränderungen durch die Weimarer Gesundheitskonferenz, womit versucht wurde, die niedergelassenen Ärzte und Zahnärzte von einer Flucht aus der DDR abzuhalten. Man sagte ihnen zu, ihre Niederlassungsfreiheit nicht einzuschränken, die materiellen Voraussetzungen zu verbessern und die Honorare anzuheben. Trotz dieser Zusagen hielt die Flucht an, insbesondere weil immer mehr staatliche Zahnarztpraxen eröffnet wurden. Nach Schätzungen sind in den 41 DDR-Jahren 20.000 Ärzte und Zahnärzte abgewandert. Zahnärzte verfügten fast ausschließlich über veraltete Gerätschaften und Trockenbohrer, deren Hitzeentwicklung starke Schmerzen verursachte.
Bis 1964 existierten nur regionale zahnärztliche Verbände in der DDR. Im Rahmen des 1. Stomatologenkongresses wurde am 7. April 1964 die Deutsche Gesellschaft für Stomatologie gegründet, die die fachlichen und standespolitischen Belange der Zahnärzte bis zur Wiedervereinigung vertrat.
Das Ministerium für Staatssicherheit (MfS) versuchte, auch Ärzte als inoffizielle Mitarbeiter (IM) anzuwerben. Der IM-Anteil unter Ärzten betrug ungefähr 3–5 Prozent und lag damit höher als in der Gesamtbevölkerung.
Die SED- und Staatsführung observierte diese Berufsgruppe besonders kritisch. Das Tätigkeitsspektrum von Ärzten bot dem MfS beachtliche Vorteile, da die Ärzteschaft aufgrund ihrer Profession wie kaum eine andere Berufsgruppe tiefe Einblicke in das Privatleben vieler Bürger erhielt. Etwas mehr als ein Viertel der IM-Ärzte verletzte im Zuge dessen die ärztliche Schweigepflicht. Andere wurden auf die Bespitzelung ihrer Kollegen angesetzt. Viele IM-Ärzte konnten sich den Konsequenzen ihres politischen Handelns in der DDR nach der Wiedervereinigung entziehen.

## Österreich

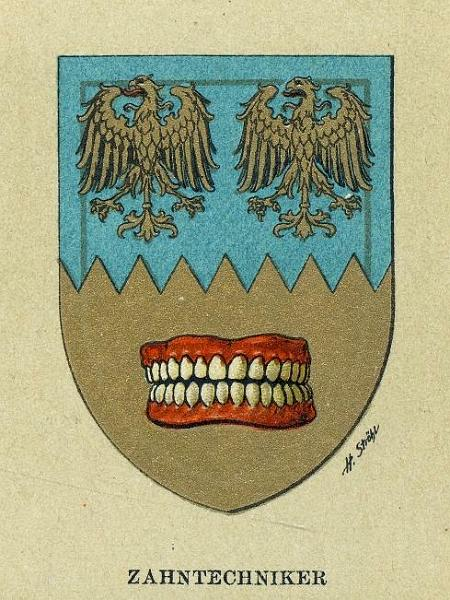
Wiener Gewerbewappen Zahntechniker, circa 1900

### Ausbildung und Berufsrecht
Die Ausbildung zum Zahnarzt in Österreich umfasste traditionellerweise das Medizinstudium und einen daran anschließenden dreijährigen Lehrgang zum Facharzt für Zahn-, Mund- und Kieferheilkunde. Dementsprechend unterlagen die Fachärzte für Zahn-, Mund- und Kieferheilkunde dem Ärztegesetz und waren Mitglieder der Ärztekammern.
Im Zuge der Angleichung an das EU-Recht wurde ab dem Jahr 1997 (Inkrafttreten des Universitäts-Studiengesetzes) ein eigenes Studium der Zahnmedizin geschaffen. In die Ausbildung zum Facharzt für Zahn-, Mund- und Kieferheilkunde konnten dementsprechend nur mehr Personen absolvieren, die das Medizinstudium vor dem 1. Januar 1994 (Beitritt Österreichs zum EWR) begonnen hatten. Durch Bundesgesetz BGBl. I Nr. 91/2002 wurden die Lehrgänge geschlossen, wodurch neue Teilnehmer nicht mehr aufgenommen wurden.
Die Fachärzte für Zahn-, Mund- und Kieferheilkunde sind den Zahnärzten mit Zahnmedizinstudium gleichgestellt. Sie sind insbesondere auch berechtigt, die Berufsbezeichnung „Zahnarzt“ zu führen. Sie können jedoch auch ihre bisherige Berufsbezeichnung weiterführen.
Neben den Zahnärzten können zahnmedizinische Behandlungen auch von Dentisten vorgenommen werden, die bis 1975 nach einer absolvierten Lehre zum Zahntechniker eine zusätzliche Spezialausbildung absolviert haben, die aus praktischen und theoretischen Inhalten bestand. Die Ausübung des Berufes des Dentisten war durch das Dentistengesetz geregelt. Für die Dentisten bestand eine eigene, von der Ärztekammer unabhängige Dentistenkammer. Seit 1999 waren die Dentisten berechtigt, ihren Beruf unter der Berufsbezeichnung „Zahnarzt“ zu führen. Da diese Regelung vom EuGH als unionsrechtswidrig erklärt wurde, wurde diese Regelung mit 1. Januar 2006 wieder abgeschafft. Seitdem dürfen Dentisten ausschließlich die Berufsbezeichnung „Dentist“ führen.
Am 1. Januar 2006 trat das Zahnärztegesetz in Kraft, das die Trennung der Berufe des Arztes und des Zahnarztes vollendet hat. Das Zahnärztegesetz gilt für die Zahnärzte, die Fachärzte für Zahn-, Mund- und Kieferheilkunde und für die verbliebenen Dentisten.

### Zahnärztekammer
Die Österreichische Zahnärztekammer wurde per Gesetz mit Wirkung vom 1. Januar 2006 eingerichtet. Bis zu diesem Zeitpunkt waren die Zahnärzte und Fachärzte für Zahn-, Mund- und Kieferheilkunde Mitglieder der jeweiligen Ärztekammer auf Landesebene und in den verschiedenen Organen der Österreichischen Ärztekammer und der Ärztekammern in den Bundesländern sowie die immer kleiner gewordene Berufsgruppe der Dentisten in der Österreichischen Dentistenkammer vertreten. Mit der Österreichischen Zahnärztekammer wurde eine von den Ärztekammern getrennte Standesvertretung errichtet, in der die Zahnärzte, die Fachärzte für Zahn-, Mund- und Kieferheilkunde und die Dentisten organisiert sind.

### Zahnärztlicher Interessenverband
1954 wurde der Zahnärztliche Interessenverband gegründet, dessen Ziel es war, die Fachärzte für Zahn-, Mund- und Kieferheilkunde auf freiwilliger Basis (im Gegensatz zur Pflichtmitgliedschaft in der Ärztekammer) zusammenzuschließen. 1991 beschloss die Generalversammlung, den Dentisten den Beitritt in den Verband zu ermöglichen.

## Schweiz
In der Schweiz bildete sich einerseits eine Allianz zwischen humanmedizinischen Ärzten, die sich auf Zahnkrankheiten spezialisieren wollten, und aufstiegsorientierten handwerklichen Zahnheilkundlern andererseits. Sie organisierte sich erstmals 1886 im Verein Schweizer Zahnärzte, aus dem später die Schweizerische Zahnärzte-Gesellschaft SSO hervorging. Er lobbyierte erfolgreich bei den Bundesbehörden für die rechtliche Gleichstellung der Zahnärzte mit den humanmedizinischen Ärzten, den Tierärzten und Apothekern. 1888 revidierten Bundesrat und Parlament das Bundesgesetz über die Freizügigkeit der Medizinalpersonen von 1877 und stellten Zahnärzte den übrigen wissenschaftlichen Medizinalberufen gleich. Damit war der Grundstein für die Professionalisierung der Zahnmedizin gelegt. Nach Genf (1881), Zürich (1895) und Bern (1921) entstand 1924 das vierte universitäre zahnärztliche Institut in Basel. Die Krankenversicherung wurde in der Schweiz in den 1880er Jahren konzipiert. Sie war ursprünglich als obligatorische Grundversicherung gedacht, das Obligatorium scheiterte jedoch an einem Referendum, so dass 1912 eine stark abgeschwächte Form ohne Obligatorium in Kraft trat. In der zweiten Hälfte des 20. Jahrhunderts gab es mehrere Versuche, dieses System zu reformieren. Geplant war die Einführung eines ursprünglich vorgesehenen Versicherungsobligatoriums, um den Zugang zum Gesundheitswesen unabhängig von der nach Geschlecht und Einkommensklassen variierenden Zahlungskraft zu regeln. Während eine kleine Revision 1964 ohne Obligatorium gelang, scheiterten andere 1974 und 1987 an Referenden. Eine landesweite obligatorische Krankenversicherung konnte erst 1996 in Kraft gesetzt werden. Nach Schär bildet die Zahnärzteschaft bis heute in der Schweiz die einzige ärztliche Berufsgruppe, deren Leistungen nicht über die obligatorische Krankenversicherung abgegolten werden. In einem Editorial unter dem Titel Prophylaxe heißt das Losungswort wurde erklärt, man wolle den bemerkenswerten Status der Zahnmedizin in der Schweiz nicht opfern und Eingriffe von außen in Behandlungswahl und -kosten vermeiden. Die Eigenverantwortlichkeit der Patienten solle nicht reduziert werden.

## Facharzt für Mund-, Kiefer- und Gesichtschirurgie

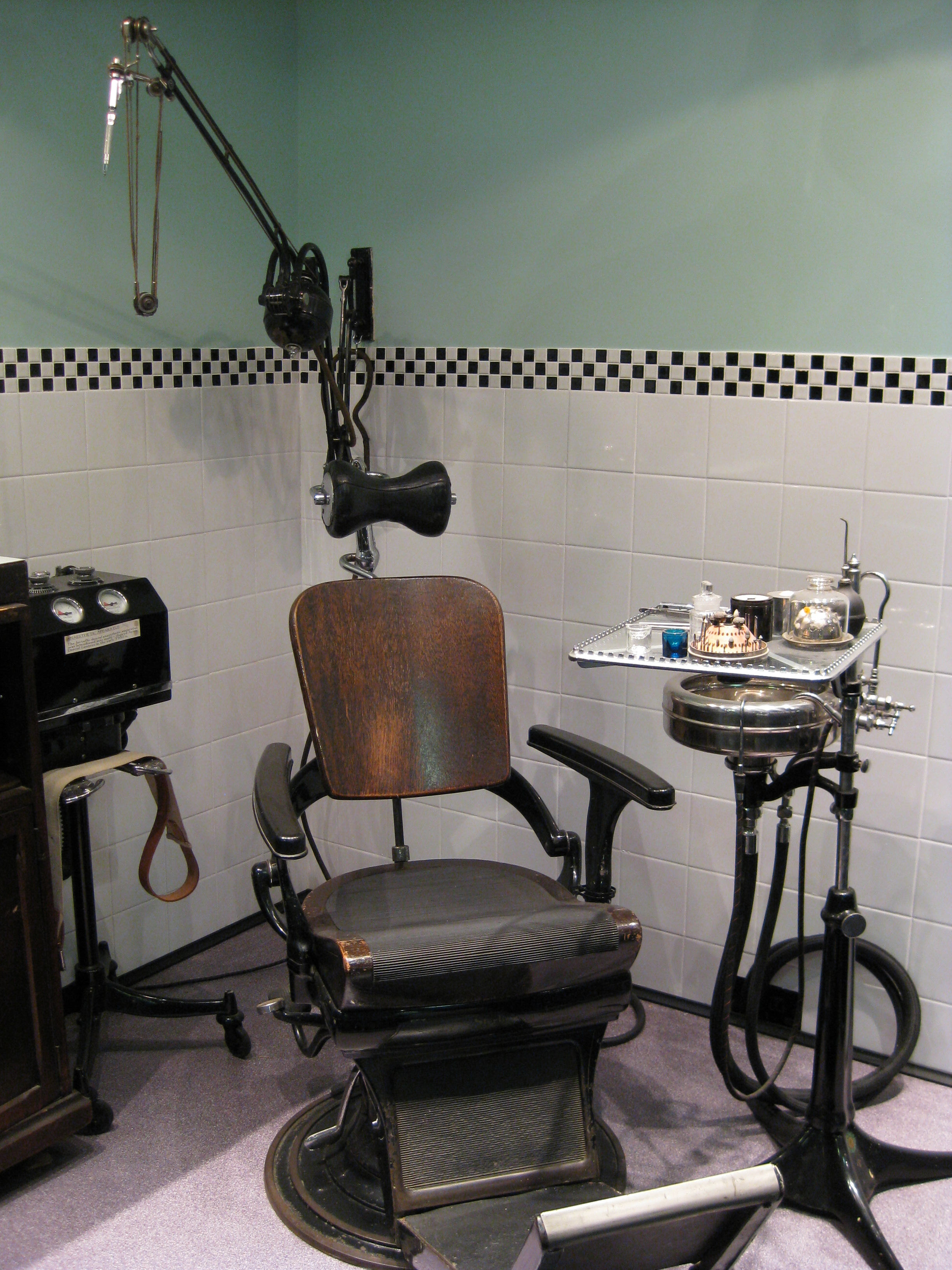
Zahnärztlicher Behandlungsstuhl mit Doriotgestänge und Fußantrieb, etwa 1940

Nach dem Ersten Weltkrieg wurde der „Facharzt für Zahn-, Mund- und Kieferkrankheiten“ geschaffen. Ab 1924 mussten die doppelapprobierten Fachärzte für Mund-, Kiefer-, Gesichtschirurgie im Anschluss an die beiden Studiengänge eine dreijährige Facharztausbildung absolvieren, die später zu einer vierjährigen und aktuell einer fünfjährigen Facharztausbildung verlängert wurde. Zuvor hatte die ärztliche und zahnärztliche Approbation für den Facharzttitel ausgereicht. 1935 wurde die erste Facharztordnung erlassen. Im April 1935 wurde auf Anordnung des Reichszahnärzteführers die Bezeichnung „Fachzahnarzt für Kieferchirurgie“ geschaffen und auf Grund mehrjähriger, rein fachspezifischer Tätigkeit erteilt. 1944 wurde der Titel in „Fachzahnarzt für Kieferkrankheiten“ umbenannt, jedoch nach dem Zweiten Weltkrieg nicht mehr verliehen. Die Berufsgruppe der Fachärzte für Zahn-, Mund und Kieferkrankheiten gründete am 25./26. März 1950 unter ihrem Vorsitzenden, Wilhelm Schwisow (1901–1980), in Göttingen den Verband der Fachärzte für Zahn-, Mund und Kieferkrankheiten. Für die Vertretung im wissenschaftlichen Beirat des Ärztetages war jedoch die Gründung einer wissenschaftlichen Gesellschaft erforderlich. Die Deutsche Gesellschaft für Mund-, Kiefer- und Gesichtschirurgie wurde am 29. April 1951 durch Martin Waßmund gegründet, die auch „Waßmund-Gesellschaft“ und später „Schuchardt-Gesellschaft“ nach ihren jeweiligen Präsidenten benannt wurde. Zum Zeitpunkt der Gründung anlässlich einer wissenschaftlichen Tagung in Bad Nauheim bestand die Gesellschaft aus 52 Mitgliedern und nannte sich zunächst Deutsche Gesellschaft für Kiefer- und Gesichtschirurgie. 1972 wurde die Bezeichnung um „Mund“ im Namen erweitert. Im Jahr 2000 fusionierte die Deutsche Gesellschaft für Mund, Kiefer- und Gesichtschirurgie zur Bündelung der wissenschaftlichen und standespolitischen Interessen mit dem Berufsverband der Mund-, Kiefer- und Gesichtschirurgen. Der Verein ist Mitglied in der Arbeitsgemeinschaft der Wissenschaftlichen Medizinischen Fachgesellschaften (AWMF). Neben den oralchirurgischen Therapien, wie beispielsweise den operativen Zahnentfernungen, der Parodontalchirurgie und Implantologie, wurden spezielle Operationstechniken zur Behandlung von Kieferfehlstellungen, Gesichtsfehlbildungen, Krebserkrankungen, die Unfallchirurgie, speziell der Kiefer- und Mittelgesichtsfrakturen und die ästhetische Gesichtschirurgie, einschließlich der Wiederherstellungschirurgie entwickelt.

## Fachzahnarzt für Oralchirurgie
Die Bundeszahnärztekammer scheiterte 1955 und 1956 damit, den Fachzahnarzt für Kieferchirurgie in Deutschland einzuführen, was auf den Widerstand der Deutschen Gesellschaft der Hals-Nasen-Ohrenärzte zurückzuführen war. Sie verlangten, dass sich das Arbeitsgebiet des Oralchirurgen nur auf den Alveolarfortsatz, den zahntragenden Teil des Kieferknochens, beschränken sollte. Zwanzig Jahre später kam es dann anlässlich der Bundesversammlung der Bundeszahnärztekammer am 5.–7. November 1975 zu einer Verabschiedung einer Weiterbildungsordnung unter anderem für das Gebiet Zahnärztliche Chirurgie – Oralchirurgie. Hintergrund war, dass damit der damals bestehende Mangel an Fachärzten für Mund-, Kiefer- und Gesichtschirurgie ausgeglichen werden sollte. 1982 wurde in Rheinland-Pfalz ein Berufsverband der Zahnärzte für Oralchirurgie gegründet. Von dort ging dann die Initiative aus, am 28. Februar 1983 in Frankfurt den Bundesverband Deutscher Oralchirurgen zu gründen. Ehrenvorsitzender wurde der Mentor der Oralchirurgie in Deutschland, Werner Hahn, (1912–2011, Christian-Albrechts-Universität zu Kiel). Auf Wunsch der Bundeszahnärztekammer wurde 1986 der Name des Verbandes in Berufsverband Deutscher Oralchirurgen (BDO) geändert. Die Weiterbildung zum Fachzahnarzt für Oralchirurgie dauert vier Jahre. Oralchirurgen unterliegen im Gegensatz zu den Fachärzten keiner Fachgebietsbeschränkung.

## Fachzahnarzt für öffentliches Gesundheitswesen
Im Jahr 1920 wurde in Düsseldorf die Westdeutsche Sozialhygienische Akademie gegründet, die als Vorgängerin der Akademie für Öffentliches Gesundheitswesen in Düsseldorf gesehen werden kann. Nach dem Zweiten Weltkrieg wurden im Dezember 1945 von der britischen Besatzungskommission zwei Sozialhygienische Akademien innerhalb der Britischen Besatzungszone errichtet, eine in Düsseldorf und eine in Hamburg. Sie erhielten beide den Namen Akademie für Staatsmedizin. Unter dem Namen Akademie für Öffentliches Gesundheitswesen in Düsseldorf ist sie im Jahr 1971 durch einen Staatsvertrag zwischen den Bundesländern Berlin, Bremen, Hamburg, Hessen, Niedersachsen, Nordrhein-Westfalen und Schleswig-Holstein gegründet worden. Sie dient der Ausbildung zum erst im Jahr 1975 eingeführten Fachzahnarzt für öffentliches Gesundheitswesen. Diese Fachzahnärzte sind zuständig für die (Mund-)Gesundheit der Bevölkerung, vorrangig der von Kindern und Jugendlichen. Sie sind häufig in leitender Funktion in Behörden angestellt, z. B. im Gesundheitsamt, in Beratungsstellen oder im Katastrophen- und Zivilschutz. Ihre Hauptaufgabe besteht darin, die Zahngesundheit zu fördern und präventiv tätig zu sein.